# قرش أبيض كبير
القرش الأبيض الكبير، المعروف أيضًا بأسماء عديدة أخرى، منها: الأبيض الكبير ومستدق الخطم الأبيض والقرش الأبيض والموت الأبيض، هو نوع ضخم من أسماك القرش مغزلية الشكل، يتواجد في جميع المياه السطحيّة لمحيطات العالم الرئيسيّة. تشتهر هذه الأسماك بأحجامها الهائلة، فقد عُثر عبر السنين على أفراد وصل طولها إلى 6 أمتار أو أكثر (حوالي 20 قدمًا)، وبلغت زنتها 2,268 كيلوغرامًا (5,000 رطل). تصل هذه القروش إلى مرحلة النضج الجنسي عندما تبلغ من العمر حوالي 15 سنة، ويصل أمد حياتها إلى حوالي 30 عامًا.
يعتبر بعض العلماء أن القرش الأبيض الكبير هو أضخم الأسماك اللاحمة البحرية، وأحد أبرز مفترسات الثدييات البحرية المعروفة قديمًا وحديثًا. تقتات هذه القروش على طائفة واسعة من الحيوانات البحرية غير الثدييات اللابريّة، من شاكلة: الأسماك وزعنفيات الأقدام والطيور البحرية، وهي الممثل الوحيد الباقي لجنسها، ألا وهو جنس القروش المسننة (باللاتينية: Carcharodon)، ودائمًا ما تحتل المرتبة الأولى في قائمة الحيوانات مهاجمة البشر، حيث تسببت عدّة لقاءات لأفراد من البشر معها بتعرضهم لإصابات عنيفة، بعضها قاتلة. من أبرز الحوادث التي وقعت واتُهمت فيها قروش بيضاء كبيرة: هجومات شاطئ نيو جيرسي عام 1916، التي أسفر عنها سقوط عدّة ضحايا، إلا أن عددًا من الخبراء يقول باستبعاد هذه الحيوانات، وأن المتهم الأصلي هو القرش الثور. يُصنّف الاتحاد العالمي للحفاظ على الطبيعة هذه الحيوانات على أنها مهددة بدرجة دنيا، وقد أدرجت في الملحق الثاني من اتفاقية حظر الاتجار بالأنواع المهددة (CITES)، أي ضمن قائمة الحيوانات غير المهددة بالانقراض حاليًا، ولكن يُحتمل تعرضها له مستقبلاً إن لم يتم إخضاع التجارة بها وبأعضائها لقواعد صارمة.
ذاع صيت هذه الأسماك بعد أن ظهرت في رواية الكاتب الأمريكي پيتر بینتشلي، والفيلم السينمائي المقتبس عنها من إخراج ستيڤن سپيلبيرغ، حامل عنوان «الفك المفترس» (بالإنگليزية: Jaws)، حيث صُوّرت على أنها آكلة بشر مفترسة، على الرغم من أن الإنسان لا يُعتبر فريسة طبيعية أو مفضلة لهذه الحيوانات في واقع الأمر.

## التسمية
كان عالم الحيوان السويدي كارلوس لينيوس، أوّل من وصف هذه الحيوانات بشكل علمي في العصر الحديث، وأعطاها الاسم الاتيني Squalus carcharias، عام 1758. وفي عام 1833، عاد عالم الحيوان الإسكتلندي، السير أندرو سميث، وأطلق عليها اسم الجنس Carcharodon (نقحرة: كاركاردون)، وفي سنة 1873 اتفق العلماء على دمج اسم الجنس لسميث مع اسم النوع للينيوس حتى أصبح ما هو عليه اليوم Carcharodon carcharias (نقحرة: كاركاردون كاركاريَس). تُشتق كلمة كاركاردون من الكلمة الإغريقية كاركاروس، بمعنى «حادّ» أو «مسنن»، وأودوس، بمعنى «سن».

## الانتشار والموطن

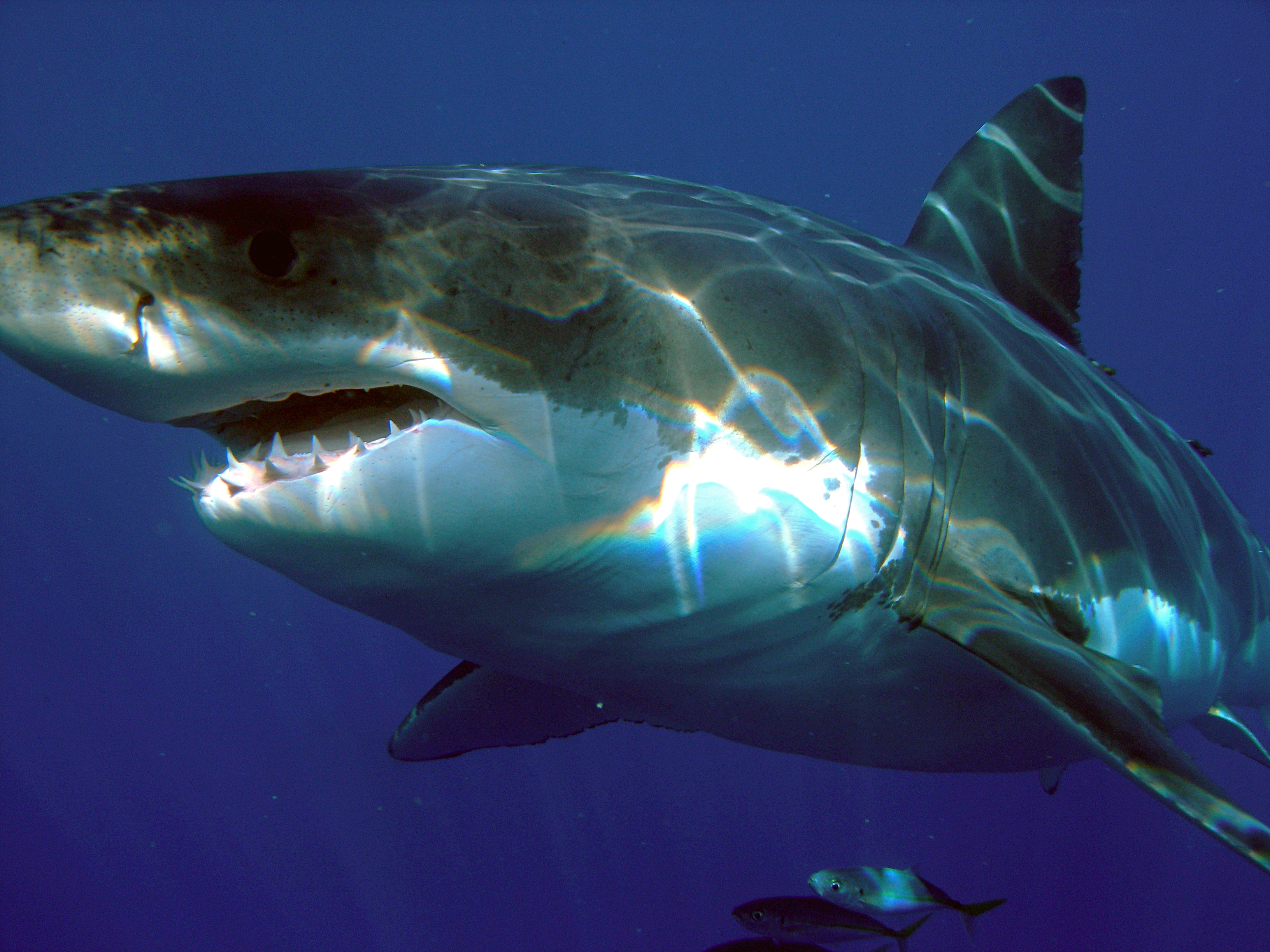
قرش أبيض كبير قربَ گوادالوپيه في المكسيك.

تعيش القروش البيضاء الكبيرة في جميع السواحل والمناطق المُجاورة للشواطئ حول العالم تقريباً، وعادة ما تبلغ حرارة المياه في هذه المناطق ما يَتراوح من 12 إلى 14 درجة مئوية، لكن كثافتها السكانية أعلى من بقية أنحاء العالم في مياه دول الولايات المتحدة الأمريكية وتشيلي وجنوب أفريقيا واليابان وأستراليا ونيوزيلندا وعُموم البحر الأبيض المتوسط. ومن أكبر الكثافات السكانية المعروفة في العالم لهذه الحيوانات منطقة تقع في جزيرة ديير التابعة لجنوب أفريقيا، حيث تُجرى العديد من البحاث العلمية عليها.
يُعد القرش الأبيض سمكة مياه مفتوحة، إذ عادة ما يُشاهد في هذه المياه عند وُجود طرائد مناسبة مثل فقمات الفراء وأسود البحر والحيتانيات بالإضافة إلى أنواع من الأسماك العظمية الكبيرة وبعض القروش الأخرى. وقد وُثق في البحار المفتوحة وصول القرش الأبيض حتى عُمق 1,220م تحت الماء، وهذه الحقيقة تتتحدى الفكرة الشائعة بكونه سمكة ساحلية (أي تقطن السواحل).
وفق دراسة حديثة فإن قروش كاليفورنيا البيضاء تُهاجر كل فترة إلى مكان بين منطقتي باخا كاليفورنيا وهاواي يُعرف «بمقهى القرش الأبيض»، حيث تقضي مدة تبلغ حوالي 100 يوم قبل أن تعود من جديد إلى باخا. وخلال رحلة العودة تسبح القروش ببطء وتغوص حتى أعماق تصل إلى 900 متر، ثم بعد أن تصل مرَّة أخرى إلى باخا يتغير سلوكها قليلاً وتأخذ بالغوص تحت الماء إلى عمق حوالي 300 متر ولمدة 10 دقائق. وكمثال آخر على هذا السلوك أجريت دراسة أخرى على سواحل جنوب أفريقيا حيث ربطت شريحة تتبع بأحد القروش المحليِّين، وبعد ربطه بالشريحة سبحَ عبر المُحيط من تلك السواحل إلى جنوب أستراليا، ثم عادَ مجدداً في أقل من سنة.تتبعت أيضاً دراسة مُشابهة قرشاً أبيضاً من جنوب أفريقيا سبحَ حتى ساحل أستراليا الشمالي الغربي ثم عاد مجدداً، وهي رحلة يبلغ طولها 20,000 كم قطعها خلال 9 أشهر. وقد دحضت هذه الدراسات إلى جانب دراسات أخرى النظريات التقليدية التي تُفيد بأن القروش البيضاء هي ضواري ساحلية تتخذ لنفسها مناطق صيد معيَّنة، كما يَفتح احتمالية حدوث تفاعلات اجتماعية بين القروش البيضاء نفسها والتي كان يُعتقد سابقاً أنها كائنات غير اجتماعيَّة. لكن على الرغم من حقيقة أن هذه الحيوانات تُهاجر فمن غير المعروف بعد ما الذي تفعله عندما تهاجر، ومن المحتمل أن ذلك قد يكون للتزاوج أو استغلال موسم غذاء.

## الوصف والشكل الخارجي

### في سجل الأحافير
يفيد سجل الأحافير أن القروش البيضاء الكبيرة ظهرت على وجه البسيطة خلال منتصف العصر الثلثي الأوسط، المعروف أيضًا باسم العصر الميوسيني، حيث وُجدت عدّة أحافير قدّر الخبراء عمرها بحوالي 16 مليون سنة. لكن على الرغم من ذلك، فإن تاريخ نشوء وتطوّر هذه الحيوانات ما زال موضع جدل كبير بين العلماء، الذين كانوا يفترضون بأن القرش الأبيض الكبير تطوّر من سلف مشترك مع قرش قبتاريخي هو القرش الأبيض العملاق، أو القرش الأبيض ضخم الأسنان، المعروف لدى العامّة باسم «الميگالودون» (Carcharodon megalodon)، فقد جعل الشبه بين بقايا هذه الحيوانات والبنية العظيّة للقروش البيضاء الكبيرة، بالإضافة للحجم الهائل لكل من النوعين، جعل العلماء يفترضون وجود صلة نسب قريبة بينهما، وبناءً عليه أطلقوا اسم الجنس Carcharodon على العملاق المنقرض. غير أنه في السنوات القليلة الماضية، أظهرت بعض الدراسات أن كلا النوعين بعيدا النسب عن بعضهما البعض، على الرغم من انتمائهما لفصيلة المغزليات، وأن القرش الأبيض الكبير وثيق الصلة بقروش الماكو أكثر من القرش الأبيض العملاق. بالإضافة إلى ذلك، فإن هذه الفرضية الجديدة تضع القرش سالف الذكر في جنس جديد «الكاركاروكليز» (Carcharocles) يضم أنواعًا أخرى من القروش المسننة المنقرضة.

### الهيئة والحجم

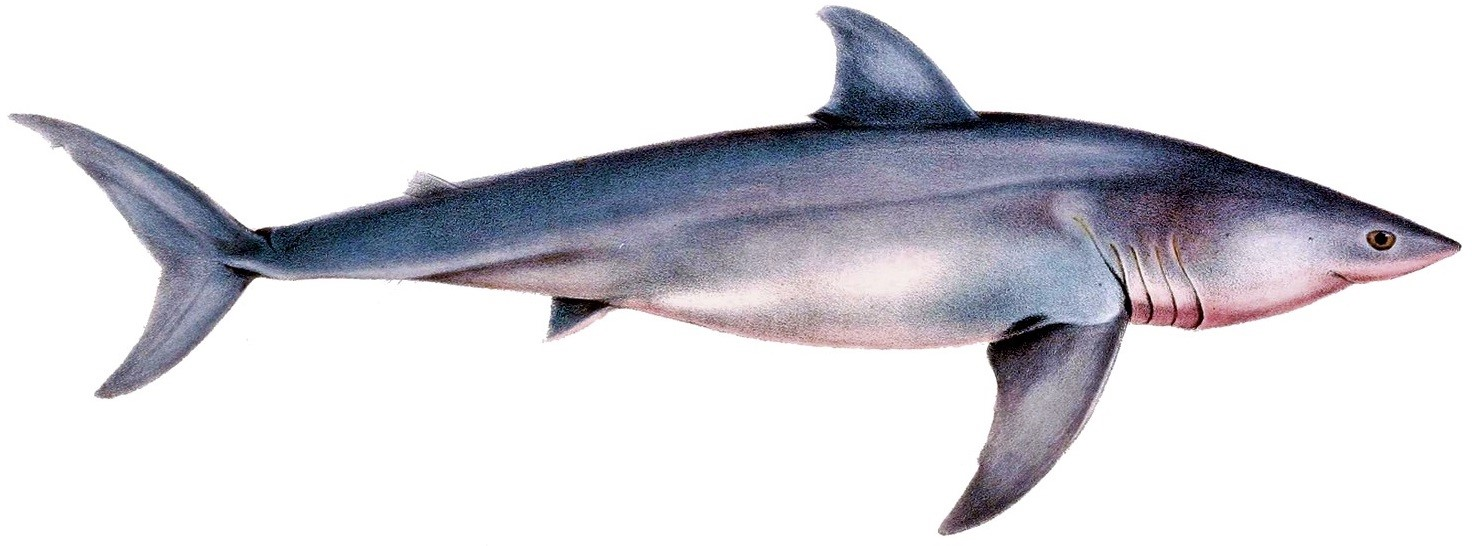
رسم جانبي لقرش أبيض كبير من كتاب "رسوم توضيحية لحيوانات جنوب أفريقيا" (بالإنگليزية: Illustrations of the Zoology of South Africa)، المنشور في سنة 1838. لاحظ الخطم الغليظ والذيل ذي الفصين المتساويين في الحجم.

يمتلك القرش الأبيض الكبير خطمًا ضخمًا غليظًا مخروطي الشكل، وذيله مقسوم إلى فصين علوي وسفلي، يبلغان ذات الحجم تقريبًا، مثله في ذلك مثل بعض أنواع القروش المنتمية لرتبة مغزلية الشكل. تُظهر هذه الأسماك نمطًا تمويهيًا معروف عند العديد من الكائنات البحرية، هو نمط التظليل المعاكس، وهو ذاك النمط الذي يكون فيه الصباغ اللوني للجسد قاتمًا على الظهر وباهتًا على القسم السفلي، حيث يُمكن للناظر إلى هذه القروش أن يُلاحظ ظهرها الرمادي (بني أو أزرق مظلل عند بعض الأفراد)، وقسمها السفلي الأبيض، الأمر الذي يُعطيها مظهرًا مبرقشًا. يهدف هذا التأقلم إلى جعل القرش خفيًا عن عيون طريدته، فإن نظرت إليه من الأسفل رأت لونًا أبيضًا يندمج مع أشعة الشمس، وأن نظرت إليه من الأعلى لم ترَ إلا خيال ضئيل، حيث أن اللون الداكن يجعل القرش يندمج مع لون مياه القعر.
تمتلك القروش البيضاء الكبيرة، كمعظم أسماك القرش الأخرى، صفوف من الأسنان الحادة قابعة خلف أسنانها الأساسية، جاهزة لاستبدال تلك الأخيرة بحال انكسر أي منها، وغالبًا ما يفقد القرش أسنانه عند الاقتيات، إذ عندما تقضم هذه الأسماك شيءًا ما، فإنها تقوم بهز رأسها يمينًا ويسارًا بعنف شديد، لتمزق قطعًا كبيرة من اللحم، وغالبًا ما ينجم عن ذلك اقتلاع سن أو أكثر.
يتراوح طول الذكور البالغة من هذه القروش ما بين 3.5 و 4.0 أمتار (ما بين 11 و 13 قدمًا)، والإناث بين 4.5 و 5.0 أمتار (ما بين 15 و 16 قدمًا). يصل معدّل الطول عند الأفراد البالغة إلى ما بين 4 و 5.2 متر (ما بين 13 و 17.1 قدم)، وتتراوح زنتها بين 680 و 1,100 كيلوغرام (ما بين 1,500 و 2,400 رطل). غالبًا ما تكون إناث هذا النوع أعظم قدًا من الذكور، ويتفق العلماء أن بعضها قد يصل طوله إلى 6.1 متر (20 قدمًا)، وزنته إلى 1,900 كيلوغرام (4,200 رطل). أما أقصى حجم يمكن لهذه الحيوانات أن تصله فهو موضع جدل، لأن عددًا من التقارير التي تتناول هذا الموضوع هي عبارة عن تقديرات أو تخمينات لحجم بعض الأفراد التي تمت دراستها في مؤلها الطبيعي بظروف غير مناسبة.

صورة قديمة لقرش أبيض كبير يُزعم بأن طوله وصل إلى 6.4 أمتار (21 قدمًا) وزنته إلى 3,175 كيلوغرامًا (7,000 رطل).

قام كثير من الأشخاص بتوثيق وجود بعض الأفراد شديدة الضخامة من هذا النوع، خلال سنوات عدّة. يُفيد علماء الأسماك وموسوعة غينيس للأرقام القياسية بوجود قرشين أبيضين لم يظهر لهما مثيل حتى الآن، حيث وصل طول الأول إلى 10.9 أمتار (36 قدمًا) وعُثر عليه في مياه بلدة مرفأ فيري في ولاية ڤيكتوريا بجنوب أستراليا، خلال عقد السبعينيات من القرن التاسع عشر. أما القرش الثاني فوصل طوله إلى 11.3 أمتار (37 قدمًا)، وقد وقع في شباك صيادي الرنجة في محافظة برانزويك الجديدة بكندا، خلال عقد الثلاثينبات من القرن العشرين. يقول بعض الخبراء أن حجم هذه الحيوانات سالفة الذكر قد لا يكون مأخوذًا بدقة، لا سيما وأنه يفوق حجم جميع الأسماك الضخمة المزعوم رؤيتها في الزمن الحالي، وأن قرش برانزويك الجديدة قد لا يكون سوى قرش متشمس (Cetorhinus maximus) أعتُقد خطأً بأنه قرش أبيض كبير بما أن جسد كلا النوعان ذو شكل وبنية متشابهة. أما قرش مرفأ فيري، فقد حُسم الجدال بشأنه خلال عقد السبعينيات من القرن العشرين، عندما قام العالم جـ. د. راندل بفحص فك الكائن، ليكتشف بأن طوله الحقيقي بلغ 5 أمتار (17 قدمًا) ليس أكثر.
يُفيد العالم سالف الذكر أن أضخم قرش أبيض كبير عُثر عليه يومًا ويمكن القول بأن مقيايسه تحقق الملحوظية، كان فردًا سقط في شباك الصيادين قبالة إحدى شواطئ أستراليا الغربية عام 1987، وقد بلغ طوله 6.0 أمتار (19.7 أقدام). من القروش البيضاء الكبيرة شديدة الضخامة أيضًا، قرش أثنى وثّق وجودها وحجمها المركز الكندي لبحوث أسماك القرش (بالإنگليزية: Canadian Shark Research Center)، وقد اصطادها شخص يُدعى ديڤيد ماكندريك من بلدة ألبترون في جزيرة الأمير إدوارد، في خليج القديس لورنس خلال شهر أغسطس من عام 1988، وقد بلغ طولها 6.1 متر (20 قدمًا). وفي سنة 1984 أفاد عالمان هما: ت. س. تريكاس وجـ. إ. مكوسكر، أفادا بوجود قرش أكبر حجمًا من سابقيه، وصل طوله إلى 6.4 أمتار (21 قدمًا)، وزنته إلى 3,324 كيلوغرام (7,330 رطلاً).

قرش أبيض كبير سقط في شباك الصيادين بمقاطعة هوالين في تايوان، بتاريخ 14 مايو سنة 1997. قيل بأن طوله وصل إلى 7 أمتار (23 قدمًا)، وزنته إلى 2,500 كيلوغرام (5,500 رطل).

يُقدّر بعض الباحثين طول بعض القروش البيضاء الكبيرة التي اصطيدت خلال المرحلة المعاصرة بأكثر من 7 أمتار (23 قدمًا)، لكن هذه التقديرات والمزاعم تعرضت لبعض الانتقاد من قبل باحثين آخرين، في حين صدّق عليها غيرهم مثل جـ. د. راندل الذي أفاد بأن بعض الأفراد من هذه الحيوانات قد يفوق طولها 6.1 متر (20 قدمًا). من أبرز القروش الضخمة التي اصطيدت في المرحلة المعاصرة، قرشًا قُبض عليه في مياه جزيرة الكنغر الأسترالية بتاريخ 1 أبريل سنة 1987، وقُدّر طوله بأكثر من سبعة أمتار (23 قدمًا)، وخُلع عليه لقب «عينة كانگا» (KANGA)، تيمنًا بالجزيرة. وفي السادس عشر من أبريل من نفس السنة، قُبض على قرش آخر قبالة سواحل جزيرة مالطة، قُدّر طوله بحوالي 7.13 مترًا (23.4 أقدام)، وخُلع عليه لقب «عينة مالطة» (MALTA) تيمنًا بالجزيرة كذلك الأمر. قام بعض الباحثين بفحص جيف أسماك القرش هذه باستخدام الأساليب التي اقترحها جـ. د. راندل للتأكد مما إذا كانت تلك الحيوانات فائقة الضخامة كما قيل أو أن في ذلك مبالغة، فتبيّن أن عينة كانگا تراوح طولها بين 5.8 و 6.4 أمتار (ما بين 19 و 21 قدمًا)، وأن عينة مالطة تراوح طولها بين 5.3 و 5.7 أمتار (ما بين 17 و 19 قدمًا)، لكن على الرغم من ذلك، أظهر التدقيق بالصور الفوتوغرافية الخاصة بهذه الأفراد، أنها كانت أضخم قدًا عمّا أظهرته الفحوصات بواسطة أساليب راندل. بناءً على هذا، قام فريق من العلماء بدراسة بقايا تلك الأسماك دراسة دقيقة لتحديد حجمها المُفترض عندما كانت لا تزال حية، كما أعادوا التدقيق بالصور مرة أخرى، وخلصوا إلى أن المقاييس التي قيل بها في بادئ الأمر مقاييس معقولة يُرجح صحتها.
يقول بعض الخبراء أنه يُحتمل أن يكون بعض الصيّادين قد أخطأوا بين القرش الأبيض الكبير وأنواع أخرى من القروش التي صادوها، فمن أنواع القرش الأخرى التي تقع في شباك الصيادين بين الحين والآخر، وتُقارب في ضخامتها ضخامة القرش الأبيض الكبير: القرش الببري (Galeocerdo cuvier)، الذي وصل طول أكبر عينة منه إلى 7.4 أمتار (24 قدمًا)، وزنته إلى 3,110 كيلوغرام (6,900 رطل). كذلك هناك قرش غرينلاند (Somniosus microcephalus)، وقرش الهادئ الراقد (Somniosus pacificus)، اللذان يُنافسا القرش الأبيض الكبير من حيث الفد والضخامة. تُشكل مسألة الوزن الأقصى الذي يمكن أن يصله القرش الأبيض الكبير موضع جدل بين العلماء، إذ أنهم لم يقرروا ما إذا كان يجب احتساب وزن محتوى المعدة إلى جانب وزن كامل الجسد، أم طرحه وعدم أخذه بعين الاعتبار. أما أضخم قرش تعترف به الجمعية العالمية لأسماك الصيد (بالإنگليزية: International Game Fish Association؛ اختصارًا: IGFA)، كان فردًا سقط في شباك رجل يُدعى «ألف دين» في مياه أستراليا الجنوبية سنة 1959، وقد وصل وزنه إلى 1,208 كيلوغرام (2,660 رطلاً).

### التأقلمات الجسدية

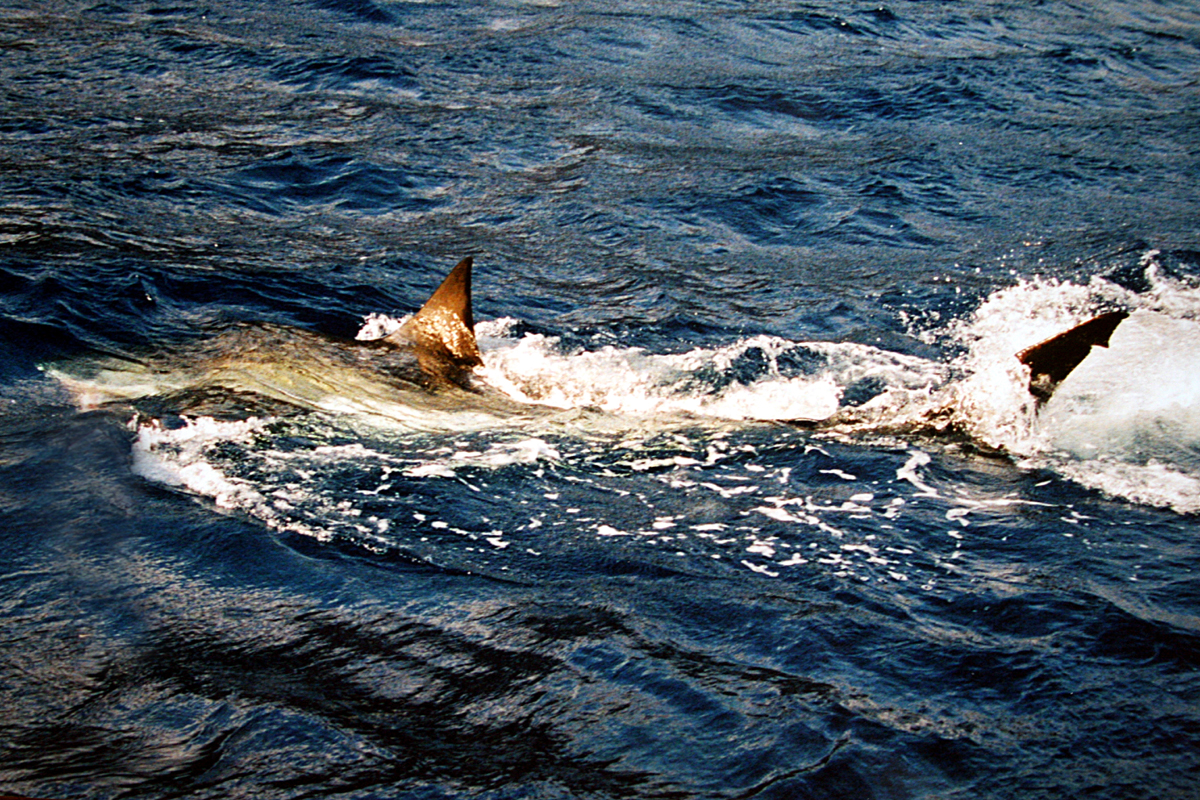
قرش أبيض كبير يسبح.

تمتلك القروش البيضاء الكبيرة، كغيرها من أسماك القرش، حاسةً سادسة إضافية، فهي تستطيع تحديد الحقل الكهرومغناطيسي الناجم عن حراك الكائنات الحية في المياه، وذلك عبر مستشعرات خاصة تقع على مقدمة خطمها، تُعرف باسم «أمپولات ورينزيني». فكلما سبح كائن ولّد حقلاً كهربائيًا في المياه المحيطة، والقروش البيضاء الكبيرة حساسة جدّا لهذا التغيّر فهي تشعر به وإن تغيّر بنسبة جزء من نصف مليار من ڤولت فقط، أي أنه يمكنها رصد حتى الكائنات الساكنة عن طريق الموجات المتولدة من نبضات قلوبها.

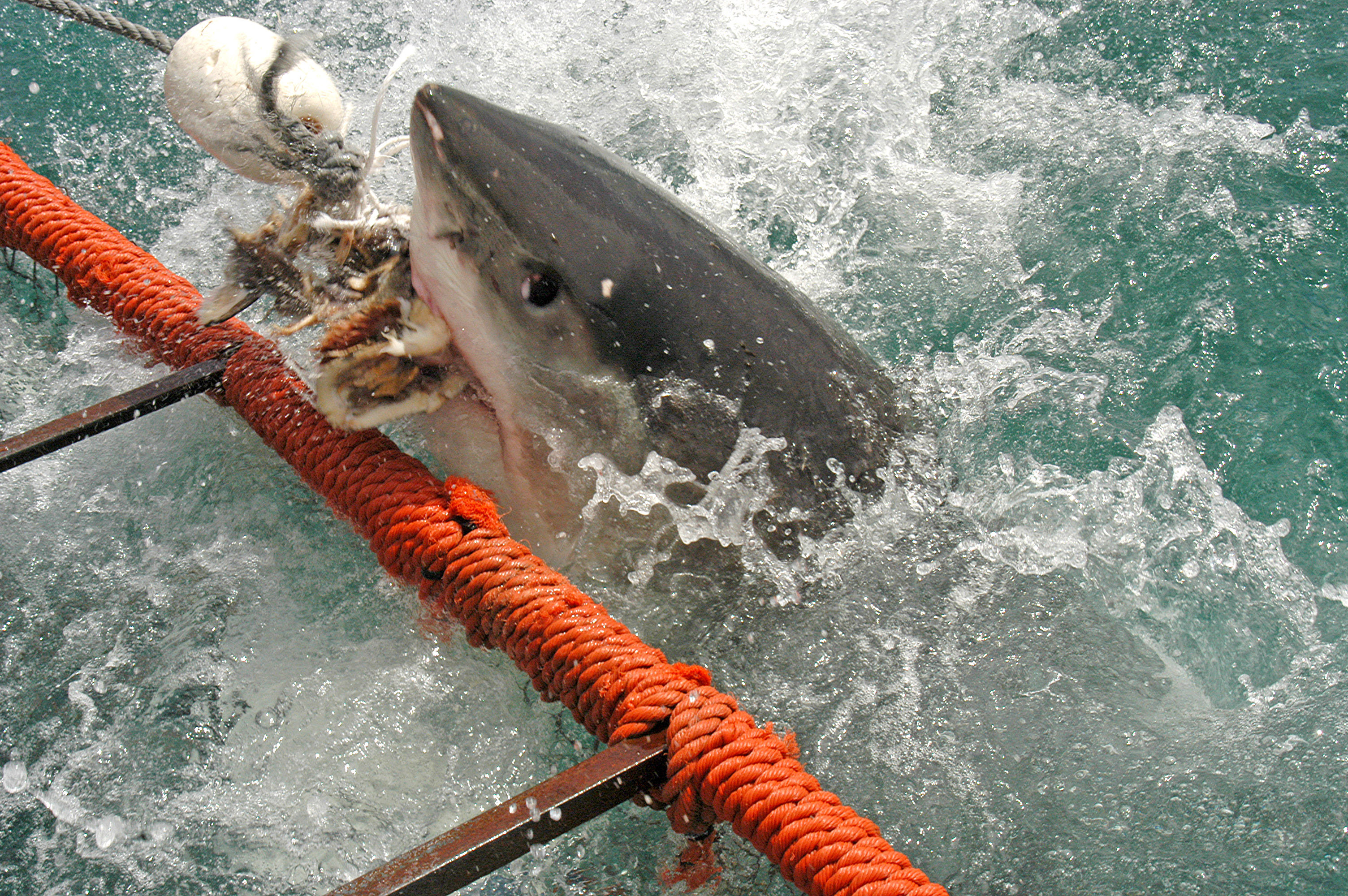
قرش أبيض كبير يعضّ طعمًا معلقَا بقفص مائي، أدرجه بعض العلماء لقياس القوة الكامنة في فكه، بالقرب من الخليج المزيف في جنوب أفريقيا.

دائمًا ما تكون درجة حرارة أجساد القروش البيضاء الكبيرة أعلى من تلك الخاصة بمحيطها، وقد تطوّرت لديها هذه الخاصيّة عبر ملايين السنين كاستجابة على تطوّر وظهور أنواع جديدة من الطرائد الرشيقة سريعة الحركة، مثل أسود البحر، التي يستحيل على القروش صيدها لولا تمتعها بهذه الخاصية. أمّا عن كيفية تحكم القروش بحرارة جسدها، فإن ذلك يعود لامتلاكها عدد من الأوردة والشرايين المتشابكة مع بعضها البعض على جانبي جسدها، تقوم بتدفئة الدم البارد عابر الشرايين السطحية وذلك عبر خلطه مع الدم عابر الأوردة الذي سبق وأن دفأ بعد أن عبر الأعضاء الحيوية. من شأن هذه العملية أن تجعل حرارة بضعة أقسام من الجسد، وبشكل خاص المعدة، تفوق درجة حرارة المياه المحيطة بحوالي 14 °مئوية (25 °فهرنهايت)، فيما تبقى درجة حرارة كل من القلب والخياشيم مساوية لدرجة حرارة المياه. تستطيع القروش أن تخفّض درجة حرارة جسدها حتى تتساوى مع درجة حرارة المحيط بحال اضطرت إلى تخزين طاقتها بسبب انعدام الطرائد أو انخفاض نسبة مخزونها، وبسبب هذا فإن بعض العلماء يعتبرون أن أفضل تعريف للقروش البيضاء الكبيرة هو ذاك القائل بأنها من ذوات الدم البارد القادرة على الاتيان بتفاعل ماص للحرارة.

### قوة العض
قام بعض العلماء في جامعة نيو ساوث ويلز عام 2007 في مدينة سيدني بأستراليا، بإجراء دراسة باستخدام تقنية التصوير المقطعي المحوسب، لاحتساب مقدار القوة الأقصى لعضة القروش البيضاء الكبيرة، التي لم تكن قد احتسبت بدقة علمية كبيرة من قبل، على الرغم من أنها أجريت على بعض الأفراد البريّة، وذلك لإثبات صحة النظريات التي قيلت عن هذا الموضوع حتى ذلك الحين أو ضحضها. وفي عام 2008، قام فريق من العلماء، بقيادة ستيڤن رو بإجراء تجربة على قرش برّي لتحديد مقدار القوة أو الطاقة الكامنة في فكه، وقد أظهرت النتائج أن فردًا يفوق حجمه 6.1 متر (20 قدمًا)، يمكن أن تبلغ قوة عضته 18,000 نيوتن (4,000 رطل).

## البيئة والسلوك

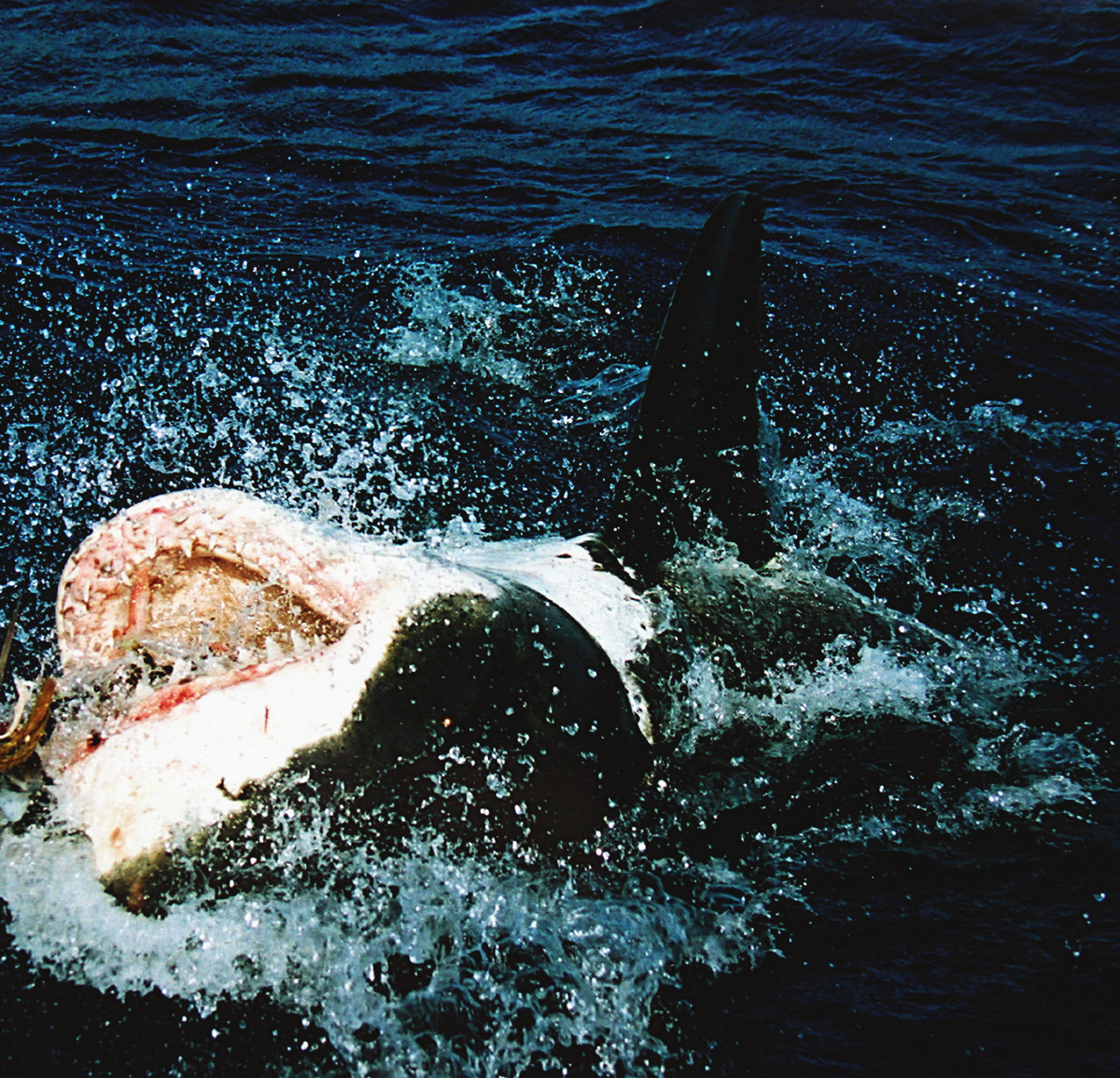
قرش أبيض يقذف بنفسه إلى الوراء خلال صيده سمكة تن.

إن سلوك القرش الأبيض وطبيعته الاجتماعية ليسا مفهومين جيداً بعد. في جنوب أفريقيا تملك هذه الحيوانات تسلسلاً هرمياً للهيمنة يَعتمد في مرجعيته على جنس وحجم ومنطقة سيطرة الحيوان: فالإناث تهيمن على الذكور، والقروش الأضخم تهيمن على الأصغر، والمُقيمون فعلاً في المنطقة يُهيمنون على القادمين الجدد. وعندما تصطدم القروش مع بعضها خلال الصيد فإنها تحل نزاعاتها عن طريق طقوس واستعراضات القوة، ونادراً ما تلجأ إلى القتال المباشر من أجل ذلك، لكن مع ذلك فقد سجلت بعض الحالات التي عثرَ فيها على قروش بيضاء توجد على أجسادها علامات عضات تطابق علامات عض القروش البيضاء أنفسها. وربما يُشير هذا إلى أنه عندما يَقترب قرش أبيض كثيراً من قرش آخر فإن الثاني يردُّ على الأول بعضة تحذيرية، كما من المحتمل أن هذه القروش تستخدم العض كوسيلة لإظهار هيمنتها.
لوحظ عند جزيرة الفقمة على القروش البيضاء أنها تصل وتُغادر في جماعات منتظمة يبلغ تعدادها قرشين إلى ستة كل فترة يبلغ مقدارها عاماً واحداً. ليس من المعروف ما إذا كان هناك رابط مُعيَّن بين أفراد كل جماعة، لكنهم يكونون مسالمين إلى حد ما مع بعضهم البعض. وفي الواقع فربما أفضل من يُمكن مقارنة البنية الاجتماعية لهذه الجماعات به هي مجموعات الذئاب، حيث أن كل فرد في المجموعة لديه مرتبة اجتماعية معيَّنة وقائد للمجموعة. وعندما يَلتقي أفراد من مجموعات مختلفة فإنهم يُؤسسون لأنفسهم - بدورهم - مراتب اجتماعية معينة، ويَفعلون ذلك بعدة طرق غير عنيفة.
القروش البيضاء الكبيرة هي واحدة من القروش القليلة التي يُعرَف عنها أنها ترفع رأسها خارج الماء كل فترة للنظر إلى ما حولها، كفريسة محتملة مثلاً. لوحظ هذا السلوك أيضاً عند مجموعة واحدة على الأقل من قروش الحيود سوداء الطرف، لكن يُمكن أن تكوش القروش قد تعلمت هذا السلوك من تفاعلها مع البشر (يَفترض البعض أن القرش ربما يكون قادراً على الشم بشكل أفضل بهذه الطريقة، لأن الرائحة تنتقل عبر الهواء أسرع من عبر الماء). القروش البيضاء هي بشكل عام حيوانات فضولية جداً وتُظهر الكثير من الذكاء ويُمكنها أن تصبح نشطة اجتماعياً إذا ما اقتضت ذلك الضرورة.

### الغذاء
القروش البيضاء الكبيرة هي لواحم تتغذى على كائنات مختلفة، منها الأسماك (مثل التن والشفنين وحتى القروش الأخرى) والحيتانيات (مثل الحيتان والدلافين وخنازير البحر) وزعنفيات الأقدام (مثل الفقمات وفقمات الفرو وأسود البحر) بالإضافة إلى اللجآت والقضاعات والطيور البحرية. ويُعرَف أيضاً عن القروش البيضاء أنها قد تأكل أشياء هي نفسها غير قادرة على هضمها.
عندما يبلغ طول القرش الأبيض حوالي 4 أمتار يبدأ في استهداف الثدييات البحرية ويضمها إلى قائمة طرائده، حيثُ تصبح المكون الرئيسي لغذائه، إذ أن القروش تفضل الطرائد الدسمة التي تختزن الكثير من الطاقة عندما تبلغ هذه المرحلة من النمو. وقد قام بعض العلماء بإجراء تجاربَ على مدى تقبل القروش البيضاء للأنواع المختلفة من اللحوم، فقدموا لقرش جيف ثلاث حيوانات مختلفة هي فقمة وخنزير وخروف، وكانت النتيجة أن القرش هاجمَ جميع الجيف، لكنه رفض أن يَأكل من جيفة الخروف وحدها.
القروش البيضاء الكبيرة ليست - كما اعتقدَ في وقت من الأوقات - «آلات أكل عمياء»، بل هي صيادات كامنة، إذ تأخذ فريستها على حين غرَّة من الأسفل. فقد سجلَت الغالبية العظمى من حالات هجمات القروش على ساحل جزيرة الفقمة في جنوب أفريقيا في الصباح ضمن مدة يَبلغ طولها ساعتين تقريباً بعد الشروق عندما تكون إمكانية الرؤية محدودة، ونسبة نجاح هذه الهجمات هي 55% في أول ساعتين، ثم تنخفض إلى 40% في باقي النهار عندما تتوقف عملية الصيد عدى عن حالات نادرة.
تختلف آليات الصيد التي يَستعملها القرش الأبيض وفق نوع الفريسة التي يصطادها. فعند جزير الفقمة تنقض القروش على فقمات الفرو البنية من تحت الماء بسرعة كبيرة لدرجة أنها يُمكنها القذف بجسمها كله خارج المياه، فتتمكن من إصابة الفقمة في قلب جسدها. ومن المتفق على نحوب واسع بين العلماء أن سرعة القفز القصوى عند هذه الحيوانات تتجاوز 40 كيلومتراً في الساعة، لكن مع ذلك فإن فلا زال هناك مجال لدقة أكبر في قياس السرعة. لوحظ أيضاً على القروش البيضاء في بعض الحالات أنها تُطارد فرائسها التي فشلت بصيدها، وهي عُموماً تطارد فرائسها قرب السطح عادة.
في كاليفورنيا، تقوم القروش البيضاء الكبيرة بشل حركة الفقمات الفيلية الشمالية بتوجيه عضة قاسية إلى زعانفها الخلفيَّة (وهي الجزء الرئيسي الذي يَمنح الفقمة دفعها عبرَ الماء)، ثم يربض بعدها في مكانها منتظراً موت الفقمات من النزيف المستمر. تستخدم هذه الإستراتيجية بشكل خاص بشكل خاص على ذكور فقمات الفيل البالغة، التي يُمكنها أن تكون بحجم القرش الأبيض نفسه أو حتى أكبر منه، وهوَ ما يجعلها خصوماً خطيرة إلى حد ما حتى على القرش نفسه. أما الفقمة المألوفة فيُمكن للقرش ببساطة أن يَجرها من سطح الماء نحوَ الأسفل حتى تتوقف عن المُقاومة، ثم ياكلها في أعماق المياه. ونفس الشيء بالنسبة لأسود بحر كاليفورنيا التي يجرها من الأسفل ويعضها في وسط جسدها قبل أن يلتهمها.
تُهاجم القروش البيضاء الدلافين وخنازير البحر من الأعلى والأسفل والخلف، للتجنب أن تكتشفها طريدتها بنظام مُراقبتها الدقيق. ومن أنواع الحيتانيات التي تفترسها القروش البيضاء بالتحديد دلافين رسو والدلافين القاتمة وأنبوبية الخطم والسنامية وخنازير بحر المرافئ ودول. كثيراً ما تؤدي المُواجهات القريبة بين الدلافين والقروش المُفترس إلى مُراوغة الدلافين وهروبها من مُفترسها، لكن مع ذلك ففي بعض الحالات النادرة يُمكن أن تتعاون مجموعة من الدلافين على قرش واحد وتُطارده بعيداً في رد فعل دفاعيّ. لوحظ أيضاً أن القروش البيضاء قد تصطاد أحياناً بعض أنواع الحيتان، فكثيراً ما تتغذى على حوت العنبر القزم في البحر الأبيض المتوسط، بالإضافة إلى الحيتان المنقارية.

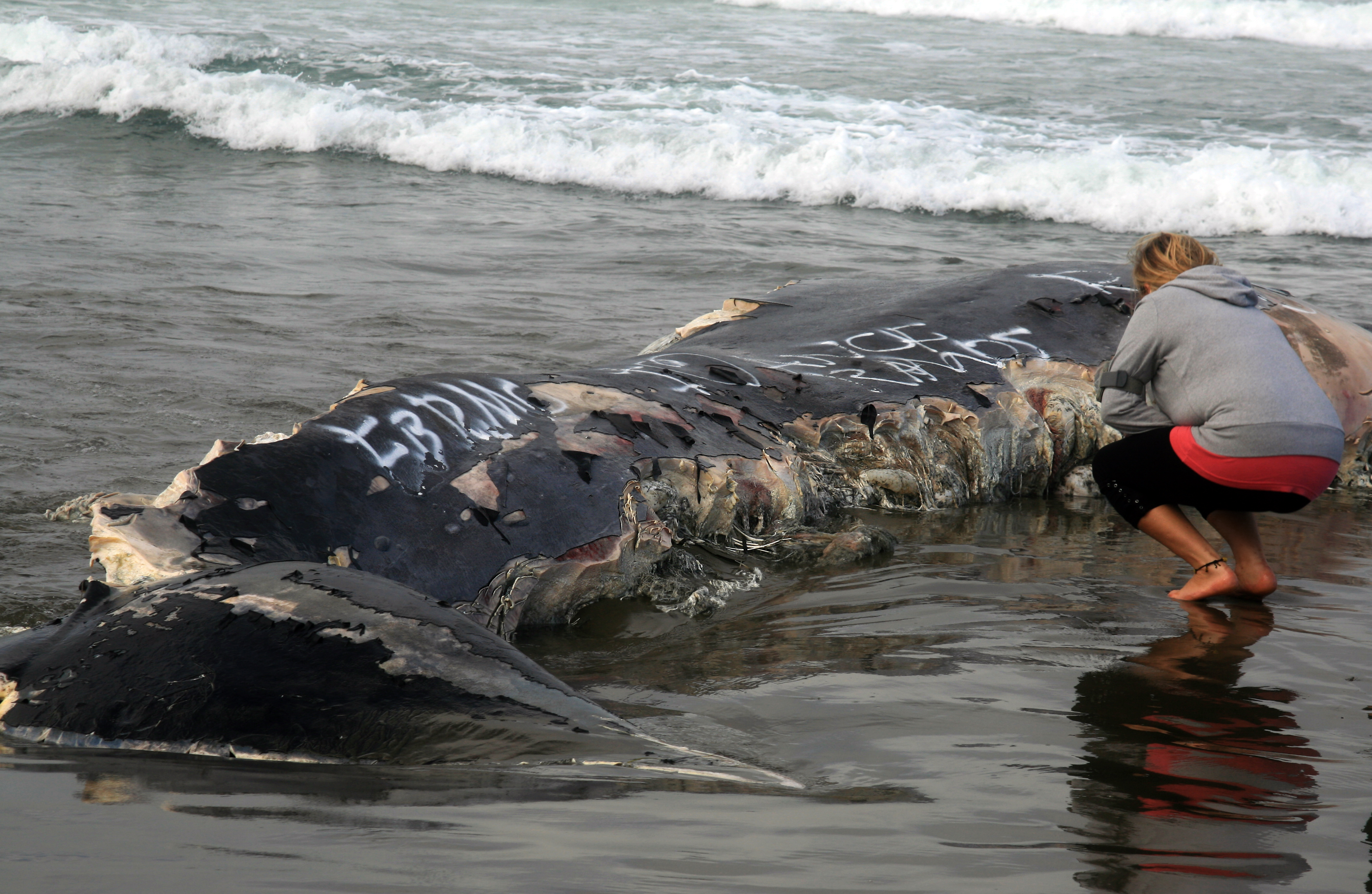
سائح يَنظر إلى علامات عضات خلفها قرش أبيض كبير على إحدى طرائده.

على الرغم أنه من المعروف عن القروش البيضاء الكبيرة تجنبها عُموماً للنزاعات بين بعضها البعض، فإن ظاهرة أكل بني الجنس ليست غريبة عليها. إذ يُمكن أن يَتعامل القروش كبار الحجم بعدوانية مع الصغار، ففي إحدى الحالات المسجلة قام قرش بطول 6 أمتار بعض آخر بطول 3 أمتار قرب جزيرة أسترالية، وهي حادثة تدل على هذا النوع من السلوك بين هذه الحيوانات.
تتغذى القروش البيضاء أيضاً على جيف الحيتان، وهو سلوك تعرف الحيوانات التي تمارسه بـ«الحيوانات القمامة». وفي أحد الحوادث المسجلة شوهدت قروش بيضاء وهي تتغذى على جيفة حوت جنباً إلى جنب مع قروش ببرية.

### القفز من الماء
أحياناً تقذف القروش البيضاء الكبيرة بنفسها بسرعة كبيرة خارج الماء بحيث يُصبح جسمها (جزئياً أو كلياً) فوق سطحه، وهذه القفزة هي عبارة عن تقنية صيد تستخدمها القروش البيضاء خلال صيدها الفقمات، وأكثر الأماكن التي تمارس فيها هذه الحيوانات هذا السلوك هي مناطق تواجد فقمات الفرو في جزيرة الفقمة بجنوب أفريقيا، وكان أول من وثقها هو المصور «كريس فالوز». يُسجل على جزيرة الفقمة كل عام بين شهري أبريل وسبتمبر ما يُقارب 600 حالة افتراس طبيعيَّة، حيث تسبح الفقمات على السطح فتُهاجمها القروش البيضاء من الأسفل مفتكة بها بسرعة تصل إلى 60 كيلومتراً في الساعة، ومعَ هذه السرعة يُمكنها أحياناً القفز حتى ارتفاع 3 أمتار فوق سطح الماء. لكن مع ذلك فإن المعلومات المسجلة تظهر أن القروش تنجح في أقل من 50% من حالات الافتراس هذه في قتل فريستها. سجل في عام 2011 قفز قرش بطول 3 أمتار نحو مركب أبحاث عليه 7 أشخاص بجوار جزيرة الفقمة، لكن اعتبرت تلك الحالة مجرَّد حادث شاذ، إذ أنه لم يُسجل الكثير مثلها من قبل.

### التهديدات الطبيعية
مع أن القروش البيضاء الكبيرة تُعتبر نموذجياً مفترسات قابعة على قمة الهرم الغذائي في البرية، ففي أحيان نادرة تفترسها الحيتان السفاحة التي تفوقها حجماً. إن التنافس «البين نوعي» (أي بين حيوانات من أنواع مختلفة) هو أمر مُحتمل بين القروش البيضاء والحيتان السفاحة في بعض المناطق التي يُمكن أن تتداخل بها فرصة النوعين في الحصول على الغذاء. إذ أن حادثاً وثق في عام 1997 قرب كاليفورنيا يُفيد بمُهاجمة أنثى حوت سفاح قدر طولها بين 4.7 إلى 5.3 أمتار قرشاً أبيضاً كبيراً تراوح طوله بين ثلاثة أمتار إلى 4، وقام الحوت السفاح بتثبيت القرش في وضعية مقلوبة ليجعله يتظاهر بالموت لمدة بلغت 15 دقيقة حتى اختنق القرش، ثم شرعَ بالتهام كبده. وقد جرى حادث آخر مُشابه في المنطقة عينها عام 2000. لكن نتيجة الحادثين - مع ذلك - غير واضحة، فبعد كلا الهجومين اختفت القروش البيضاء المحلية البالغ عددها حوالي 100 قرش بالكامل، وبعد الهجوم الثاني وثق أن أحد القروش البيضاء المزودة بشريحة تتبع غاصَ فوراً إلى عُمق 500 متر تحتَ سطح الماء وسبحَ بعيداً عن كاليفورنيا حتى هاواي شمالاً.

### التناسل
يعدّ سلوك وعادات التناسل عند القروش البيضاء الكبيرة الأكثر غموضًا بالنسبة للعلماء، إذ لم يحصل أن شاهد عالمًا أي عملية جماع أو ولادة في البرية، إلا أنه تم الإمساك ببعض الإناث الحوامل في أحيان قليلة، وجرى فحصها ودراستها. تتطور بيوض القروش البيضاء الكبيرة وتفقس في رحم الأنثى وتنمو الأجنّة ثم تولد كما الثدييات، بعد فترة حمل تدوم 11 شهرًا، خلال الربيع أو الصيف في العادة. يبدأ فك الفرخ بالتطور خلال الشهر الأول من حياته، وقد أظهرت بعض الصور بالمسح الصوتي أن الفراخ الأقوى تقتات على شقيقتها الأضعف عندما تكون لا تزال قابعة داخل الرحم.
تكاد المعلومات المتعلقة بالتناسل عند القروش البيضاء الكبيرة أن تكون معدومة، إلا أن بعض الأدلّة تشير إلى إصابتها بما يُشبه الغشية عندما تجتمع لتقتات على جيفة كبيرة، مثل حوت نافق، ولعلّ هذا له علاقة بإثارة كلا الجنسين ودفع الذكور إلى ملاحقة الإناث ومجامعتها. تصل القروش البيضاء الكبيرة مرحلة النضج الجنسي عندما تبلغ من العمر 15 سنة، ويُعتقد أن أقصى أمد لحياتها هو 30 سنة أو أكثر بقليل.

## العلاقة مع البشر

### هجمات القرش
لقد منحت رواية الفك المفترس لبيتير بينكلي وفلم عام 1975 المأخوذ عنها للمخرج ستيڤن سپيلبيرغ للقرش الأبيض الكبير سمعته كضار آكل للبشر عند العامة أكثر من أي قصة هُجوم موثقة أخرى له. لكن مع أن القروش البيضاء تقتل البشر أحياناً، فهي لا تستهدفهم في الوضع العاديّ، فمثلاً في البحر الأبيض المتوسط لم يُسجل سوى 31 هجوماً بشكل قاطع للقروش البيضاء خلال القرنين الأخيرين، ومُعظمها كان غير مُميت، إذ تبدو العديد من الحوادث كأنها مجرد عضات بسيطة لم يُقصد بها القتل إنما التعرف على الجسم، ومثل هذه العضات تعرف «بالعضات التجريبية»، وتستخدمها القروش البيضاء أحياناً على أشياء أخرى مثل العوَّمات وحطام السفن للتعرف عليها. أما الحوادث الأخرى فتبدو على أنها أخطاءٌ من القرش الأبيض في التعرف على طبيعة ما يُهاجمه، إذ يَنقض على راكب أمواج من الأسفل ظاناً أن لوح التزلج هو فقمة (التي تمثل جزءاً رئيسياً من غذائه الطبيعيّ) نظراً إلى شكل اللوح الشبيه بالفقمات عندما يُنظر إليه من الأسفل. كما تحدث العديد من الهجمات في مياه تكون ظروف الرؤية سيئة بها، أو تكون هناك ظروف أخرى تُضعف حواسَّ القرش، مما يجعل تمييز لوح ركوب الأمواج عن الفقمة أصعبَ عليه. فبشكل عام لا يَبدو أن هذه الحيوانات تفضل الإنسان كغذاء لها، أو على الأقل تعده غذاءً غير مألوف، وقد أظهرت البُحوث أن القروش تبدأ لذلك بعضة تجريبية لتعرف ما إذ كان الكائن مناسباً لها كطعام وهو ما يَعني قتله والتهامه أو ما إذا لم يكن كذلك. وعُموماً الأجسام البشرية عظميَّة جداً بالنسبة للقروش البيضاء، إذ أنها تُفضل التهام كائنات مليئة باللحم والبروتين كالفقمات.

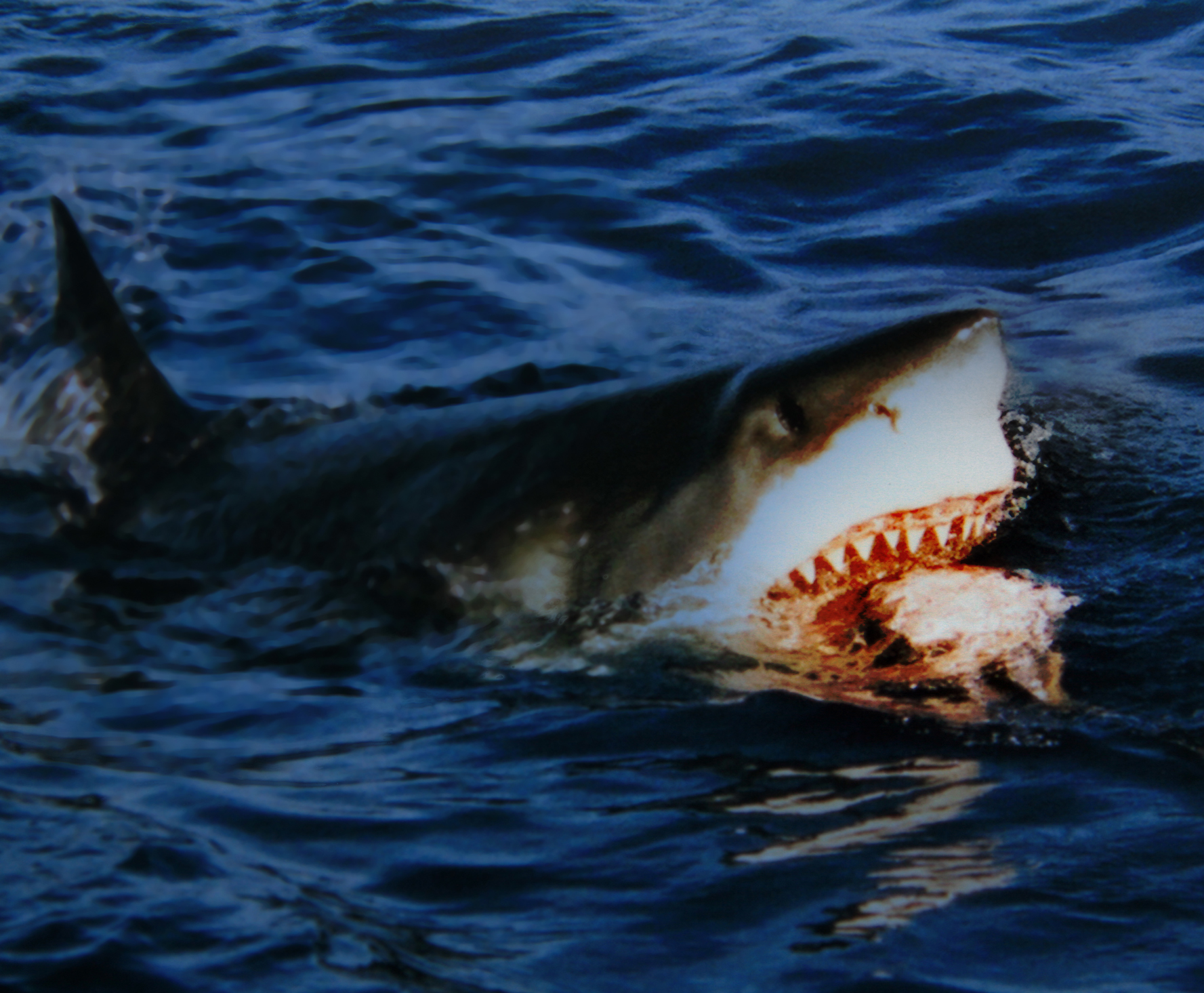
القرش الأبيض الكبير هو واحد من بين أربعة أنواع من القروش فقط سُجل لها عدد ملحوظ من الهَجمات المؤدية إلى وفيات على البشر.

لكن مع ذلك فقد افترضَ بعض الباحثين أن سبب قلة معدل الوفيات ليسَ أن القروش لا تُحب لحم البشر، إنما لأن البشر كثيراً ما يَكونون قادرين على الإفلات من القرش بعدَ العضة الأولى. لاحظَ أحد الباحثين في ثمانينيات القرن العشرين أن الغطاسين الذي يغوصون وحيدين ثم تُهاجمهم قروش بيضاء يكونون عُموماً قد «التهموا» جزئياً على لأقل، وأما أولئك الذين يكون معهم رفاق يغوصون في الوقت ذاته فإن رفاقهم يَحمونهم. ويَعتقد باحثون آخرون أيضاً أن الأسلوب النموذجيَّ عند القروش البيضاء هوَ شن هُجوم أوليٍّ لإنهاك الفريسة، ثم الانتظار حتى تضعف وتُصاب بالإنهاك قبل افتراسها. لكن قدرة البشر على الهُروب من مدى هجوم القرش بمُساعدة الآخرين تفسد الهجوم وتجعلل القرش يفشل في التهامهم، وهو أمر غير اعتياديٍّ عندَ فرائسه الأخرى.
على أي حال فإن البشر ليسوا فريسة مُناسبة للقروش البيضاء لأن عملية الهضم عندها بطيئة جداً للتعامل معَ نسبة العظم إلى اللحم العالية في الجسم البشريّ، وبالنتيجة لذلك فإن القروش البيضاء في مُعظم هجماتها المسجلة للبشر تتوقف عن الاحتكاك مع الفريسة بعد العضة الأولى، وعادة ما تقع الوفيات نتيجة النزيف الشديد وفقدان الدم الذي تسببه العضة الأولية للقرش، بدلاً من أن تكون الوفاة بسبب خسارة أعضاءٍ حيويِّة في الجسم. وقد سُجلت بين عامي 2000 و2011 بالمجمل 66 حالة هجوم شديدة الإصابات للقروش البيضاء الكبيرة، بينها 14 حالة نتجت عنها وفيات فحسب.
وثق ونشر أحد العلماء العاملين في مجال حماية القروش (جيمي هول) عام 2005 تجربة شخصية لمُصادمة له مع قرش أبيض كبير ضخم جداً في مياه جزيرة هاواي، وقد اكتسبت تجربته شهرة كبيرة عالمياً نظراً إلى أن المواجهة بينه وبين القرش كانت سلمية تماماً. ففي البداية كان يَتبع أسلوباً حذراً في الاقتراب من القرِش، لكنه سبحَ بجانبه بعد ذلك بدون قفص أو أي نوع من أنواع الحماية، بل ولمسه بنفسه مراراً خلال تصويره له بالفيديو.

### الهجمات على القوارب
نادراً ما تُهاجم القروش البيضاء الكبيرة القوارب المائية، لكن أحياناً عندما تُهاجم يُمكنها أن تصل إلى درجة إغراق القوارب. توجد 5 حالات فحسب من بين الهجمات الـ108 المسجلة للقروش البيضاء على سواحل المحيط الهادئ خلال القرن العشرين استهدفت فيها القروش المُهاجمة قوارب كاياك،  كما أنه في بعض الحالات الأكثر ندرة حدثت الهجمات على قوارب يَصل طولها إلى 10 أمتار، إذ يَقفز القرش من الماء إلى القارب ويرتطم بالناس الواقفين عليه غالباً عندما يفعل ذلك، وعادة ما يُهاجم القارب من مؤخرته. في إحدى الحالات التي سُجلت عام 1936 لمثل هذه الحوادث قفز قرش أبيض ضخم بكامل جسده إلى قارب صيد صغير في جنوب أفريقيا، وارتطم بأحد رجال الطاقم فأوقعه في الماء. وتشير بعض الأبحاث العلمية إلى أن سبب انجذاب القروش هذا نحو القوارب هو المجالات الكهربائية التي تولّدها.

### في الأسر

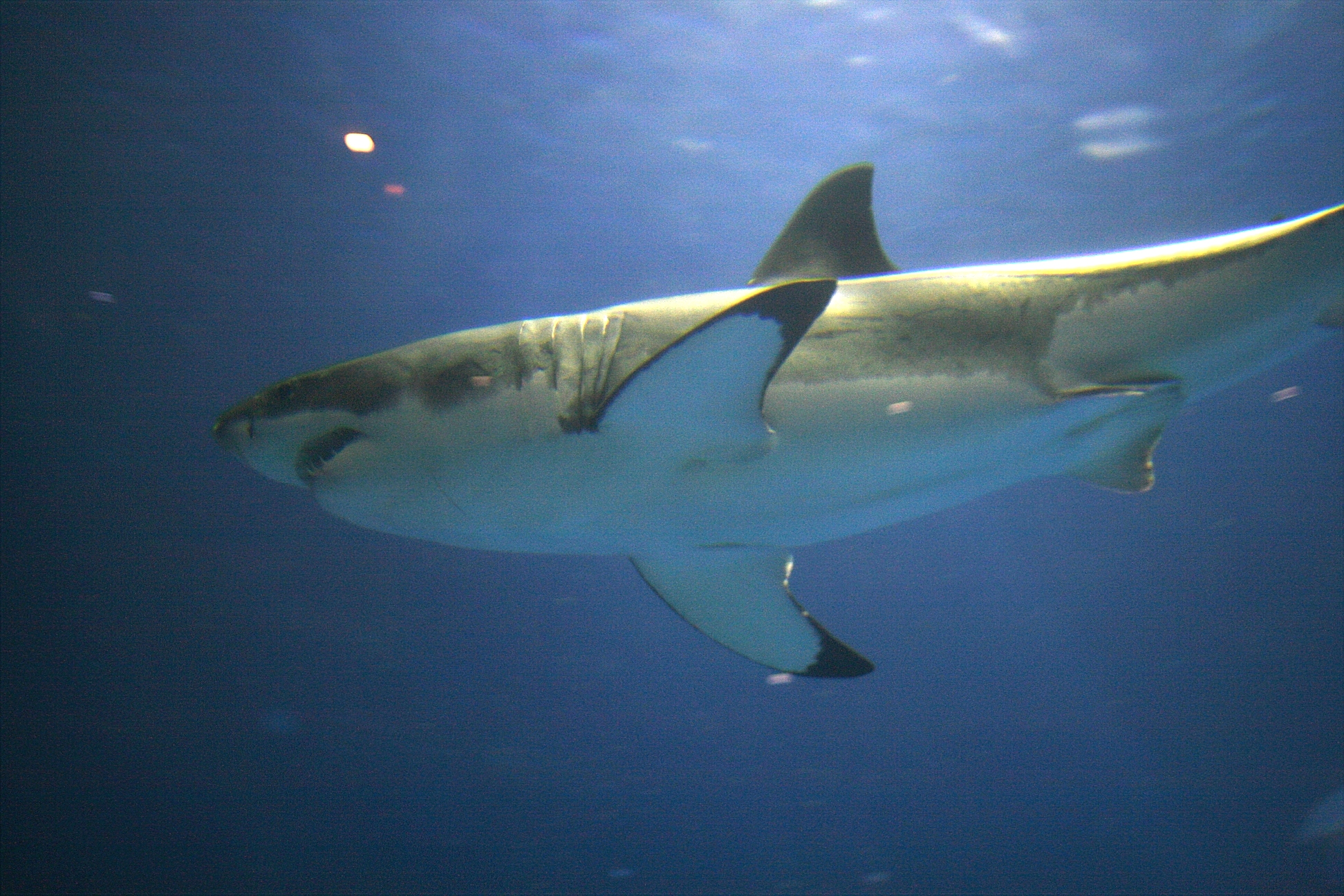
قرش أبيض كبير في معرض حوض خليج مونتيري خلال شهر سبتمبر من عام 2006.

يُلاحظ أنه لم يسبق لقرش أبيض كبير أن استطاع البقاء حيًا في الأسر لفترة تزيد عن 11 يومًا، طيلة الفترة السابقة لشهر أغسطس من عام 1981، ثم حصل أن تمكن أحد القروش في ذاك الشهر من الاستمرار على قيد الحياة لفترة 16 يومًا، وكان ذلك في منتزه الحياة البحرية في مدينة سان دييغو الأمريكية، وقد أُُطلق سراح الحيوان بعد ذلك. كان معرض حوض خليج مونتيري الواقع في المدينة حاملة نفس الاسم، بولاية كاليفورنيا الأمريكية، كان يأوي قرشًا أبيضًا كبيرًا عند افتتاحه عام 1984، وقد نفق الحيوان بعد عشرة أيام فقط من الافتتاح، وفي شهر يوليو من عام 2003، أمسك بعض العلماء بقرش أنثى يافعة، واحتفظوا بها في حظيرة مائية بالقرب من مدينة ماليبو طيلة 5 أيام، وقد تمكنوا من جعلها تقتات قبل أن يُطلقوا سراحها، فكانت تلك إحدى الحالات النادرة التي استجاب فيها أحد هذه الحيوانات لأسلوب الحياة في الأسر. يُعتبر شهر سبتمبر من عام 2004 بمثابة نقطة التحول لعلاقة القروش البيضاء الكبيرة بالأسر، فقد تمكن معرض أحواض ماليبو من الاحتفاظ بأثنى يافعة قُبض عليها قبالة سواحل مدينة ڤينتورا، في حوض خارجي ضخم بلغت سعته 3,800,000 ليتر (1,000,000 غالون أمريكي) من الماء، وذلك لمدة 198 يومًا، قبل أن يُطلق سراحها في شهر مارس من عام 2005، وقد استمر العلماء يتتبعونها طيلة 30 يومًا بعد إطلاقها. عاد معرض الأحواض ليحصل على ذكر يافع بتاريخ 31 أغسطس سنة 2006، قُبض عليه بالقرب من خليج سانتا مونيكا، وكانت أولى وجباته في الأسر عبارة عن شريحة سلمون ضخمة في 8 سبتمبر من نفس العام، وقد قُدّر طوله حينها بحوالي 1.72 مترًا (68 إنشًا)، ووصل وزنه إلى قرابة 47 كيلوغرام (100 رطل). أُُطلق سراح هذا القرش في 16 يناير سنة 2007، بعد أن أمضى في الأسر زهاء 137 يومًا.

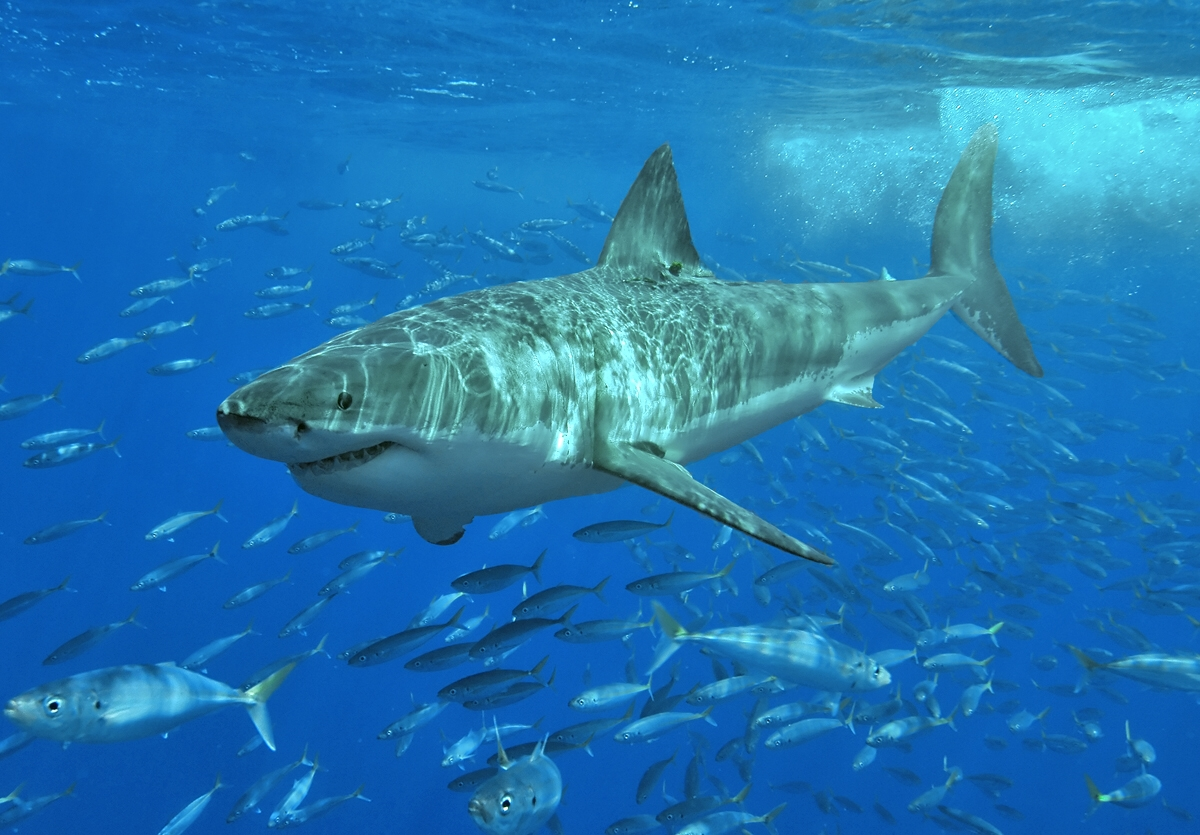
قرش أبيض كبير في موئل مثالي بالقرب من جزيرة گوادالوپيه المكسيكية. يُصعب في العادة تأمين أحواض بالخصائص الملائمة لهذه الأسماك، لذا فإنها لا تطيق الأسر ولا تتحمله غالبًا.

بالإضافة إلى الأسماك سالفة الذكر، استضاف معرض حوض خليج مونتيري قرشًا أبيضًا ثالثًا، طيلة 162 يومًا، وبالتحديد من 27 أغسطس سنة 2007 حتى 5 فبراير سنة 2008، وعندما فُحص عن كثب تبيّن أنه ذكر يافع يصل طوله إلى 1.4 أمتار (4 أقدام و 7 إنشات)، ويزن 30.6 كيلوغرامات (67 رطلاً). وقد نما خلال هذه الفترة التي أمضاها في الأسر بشكل ملحوظ، فقد ازداد طوله حتى وصل إلى 1.8 أمتار (5 أقدام و 11 إنشًا)، ووزنه إلى 64 كيلوغرامًا (140 رطلاً). كذلك، حصل المعرض على أنثى يافعة أخرى بتاريخ 27 أغسطس من نفس العام، وقد عُرضت في الحوض الخارجي، لكنها لم تُقدم على الاقتيات سوى مرة واحدة فقط، فوُسمت وأُُطلق سراحها في السابع من سبتمبر. أيضًا تم إمساك أنثى يافعة أخرى بالقرب من ماليبو بتاريخ 12 أغسطس سنة 2009، وعُرضت في الحوض الخارجي قبل أن يتم إطلاق سراحها في الرابع من نوفمبر، وقد أضاف المعرض قرشًا جديدًا إلى مجموعة أسماكه في 31 أغسطس سنة 2011، قُبض عليه قبالة ساحل ماليبو.
لعلّ أشهر القروش البيضاء الكبيرة التي أُُسرت، كانت الأنثى المعروفة باسم «ساندي»، التي بلغ طولها 2.4 أمتار (7.9 أقدام)، وكان قد أُُمسك بها في شهر أغسطس من عام 1980، لتُصبح أوّل قرش أبيض كبير يأويه حوض ستاينهارت التابع لأكاديمية العلوم في كاليفورنيا، الواقعة بمدينة سان فرانسيسكو. أُُطلق سراح هذه الأنثى بعد وقت قصير من أسرها، بسبب رفضها الاقتيات، ولاصطدامها بجدران الحوض بصورة مستمرة.

### القروش البيضاء الكبيرة كجاذبة للسوّاح

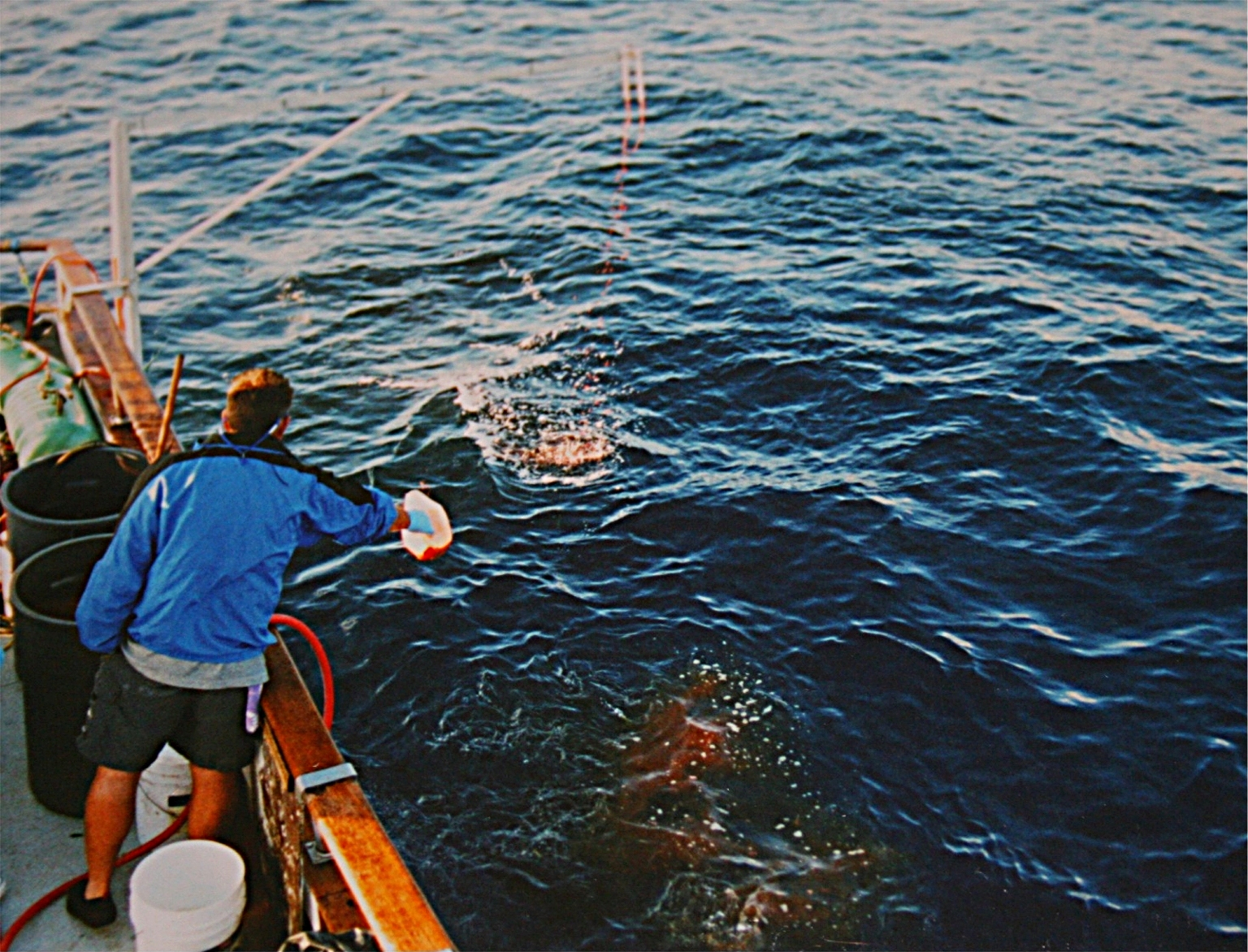
صاحب مركب يرمي بالطعم في الماء لاجتذاب القروش البيضاء الكبيرة إلى السوّاح المنتظرين داخل القفص الفولاذي.

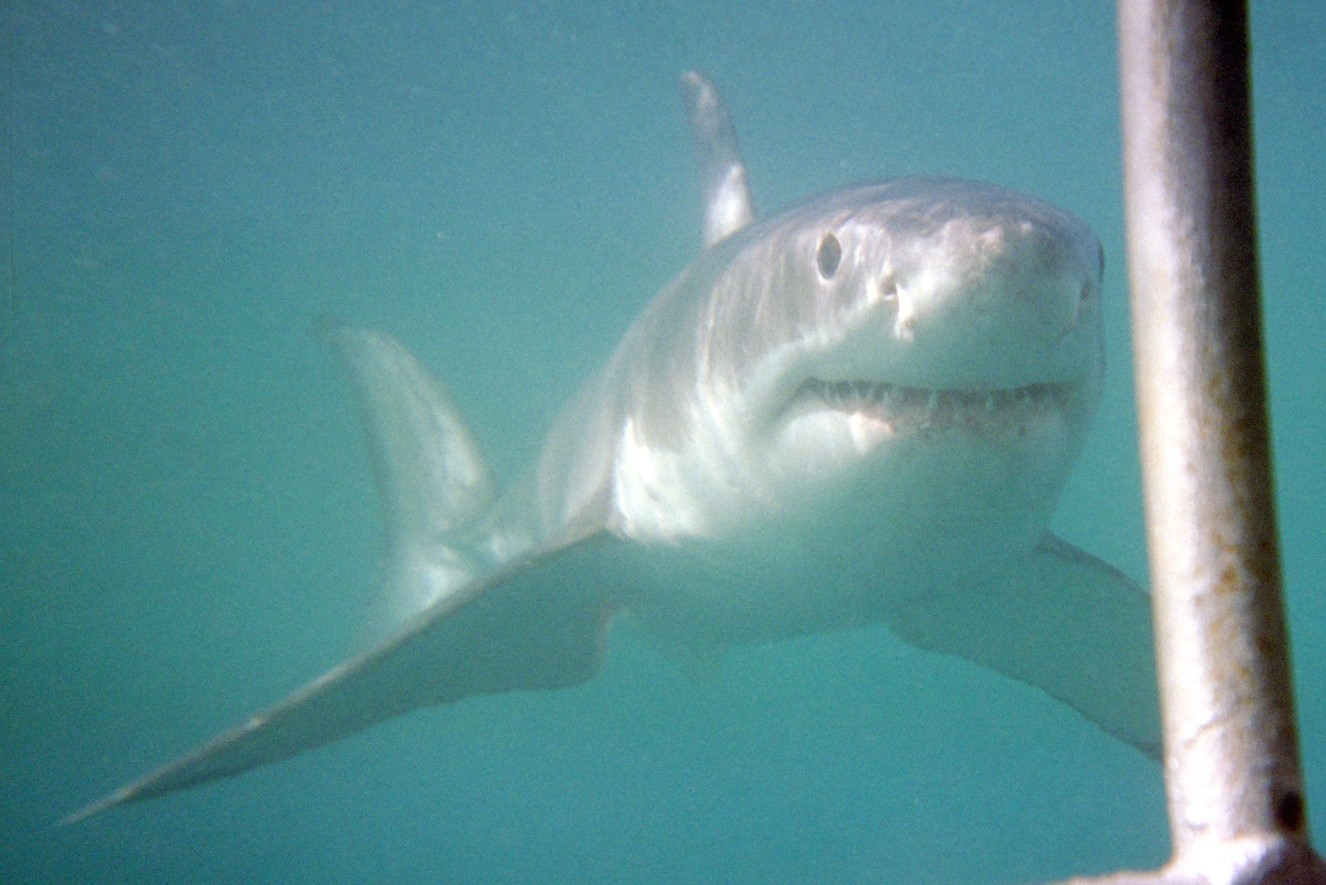
قرش أبيض كبير يقترب من الغوّاصين القابعين داخل القفص الفولاذي، قبالة سواحل جزيرة الصباغ غربي رأس الرجاء الصالح، جنوب أفريقيا.

كان لسمعة القروش البيضاء الكبيرة المهيبة أثرٌ عظيم في جعلها تصبح من أهم مستقطبات السوّاح في مناطق انتشارها، وفي العادة فإن السائحين والهواة المخضرمون يفضلون الغوص والسباحة جنبًا إلى جنب مع أسماك القرش عامّة، إلا أن هذا يُعتبر أمرًا في غاية الخطورة مع القروش البيضاء الكبيرة بالذات، لذا لا يُسمح غالبًا إلا بالغوص داخل قفص فولاذي يمنع القروش من الوصول إلى البشر وإيذائهم، سواء عن عمد أو بغير عمد.
يُشاع الغوص القفصي قبالة سواحل إستراليا، وجنوب أفريقيا، وجزيرة گوادالوپيه المكسيكية، حيث تكثر القروش البيضاء الكبيرة، الأمر الذي جعل من العمل في مجال الغوص معها من أكثر الأعمال ربحًا في تلك الأنحاء من العالم. من أبرز الأساليب التي يتبعها منظموا الرحلات وأصحاب القوارب لاجتذاب القروش، هي رمي الطعوم في الماء، وغالبًا ما تكون تلك أسماكًا مفرومة. كذلك فإن الغطّاسون يرمون طعم ما خارج القفص عندما يظهر القرش، ويجروه نحوهم ليجعلوا القرش يقترب قدر الإمكان، قبل أن يسحبوا الطعم إلى الداخل ليرحل القرش مجددًا، لكن في كثير من الأحيان لا يتوقف القرش بل يصطدم بالقفص، وعندها قد يحطمه ويقتل من بداخله، وفي أحيان أخرى يتم جرّ الطعم بمحاذاة القفص، كي يراقب الغطّاسون القرش من الجانب. تواجه هذه العملية عدّة انتقادات لاذعة، إذ أن بعض الخبراء يقول أن من شأنها أن تجعل القروش تعتاد وجود البشر في بيئتها الطبيعية، وأن تربط بينهم وبين الطعام، الأمر الذي يجعلها أكثر خطورة على حياة الإنسان. مُنع استخدام الطعوم لاجتذاب القروش في المكسيك تحت طائلة المسؤولية والملاحقة القانونية، لكنه ما زال أمرًا مباحًا في كل من أستراليا وجنوب أفريقيا.
ترفض جميع شركات السياحة أي اتهام يوجه إليها بسبب وقوع ضرر لأحد السائحين جرّاء هجوم قرش خلال إحدى الجولات التي تنظمها، وغالبًا ما يستند المستشارون القانونيون فيها إلى إحصائيات تنص على أن احتمال إصابة أي شخص بصاعقة لهو أكبر من احتمال تعرضه لهجوم قرش. كما يقول هؤلاء أنه ليس هناك أي أدلّة علمية تؤكد أن رمي الطعوم في الماء له تأثير على سلوكيات القروش، وإلى أن يتم إثبات ذلك فلا يمكن لوم أي شركة على ضرر وقع لأي سائح. يقترح البعض إجراء تسوية بين الشركات السياحية والمطالبين بإلغاء هذه الممارسات، تضمن استمرار عمل الشركة وعدم التأثير على سلوكيات القروش أو تعريض حياة السائحين للخطر، وتتمثل هذه التسوية في جعل أصحاب القوارب أو قباطنتها يرمون الطعوم في الأمكنة حيث تكثر الأسماك طبيعيًا، بعيدًا عن المواقع السياحية حيث يستجم البشر، كذلك منع الغطّاسين من جرّ القروش إلى القفص باستخدام الطعم، وجعلهم يكتفون بمشاهدة الحيوان وهو يقتات على الأسماك المفرومة بمحاذاتهم، والتي لا يربطها بالبشر. يقول مقترحي التسوية أن كل هذا سيبقى مجرّد حبر على ورق إن لم يُصار إلى دعمه من قبل حكومات الدول المختصة، وإصدار قانون خاص يُنظمه.
تُساهم سياحة القروش بحماية هذه الحيوانات بشكل أو بآخر، فكونها أحد أكثر الأعمال ربحًا في البلاد حيث تنتشر القروش البيضاء الكبيرة يجعل أصحاب هذه الشركات، بل وحكومات تلك البلاد تنظر إلى القروش باعتبارها مصدر دخل مهم، فتعمل على حمايتها من الأخطار التي تتهددها. فعلى سبيل المثال، يصل سعر فك القرش الأبيض الكبير إلى 20,000 جنيه استرليني، لكن هذا يُعتبر مقدارًا ضئيلاً للغاية عند مقارنته بعائد يوم واحد من سياحة الغطس، ففي بلدة غانسباي بجنوب أفريقيا مثلاً، تُنظم جولات وعمليات غطس يومية في ستة قوارب يحمل كل منها 30 شخصًا، وتتراوح تكلفة الرحلة بين 50 إلى 150 جنيه استرليني للشخص، وبالتالي يمكن القول أن مجموع الأرباح اليومية لكل قارب يتراوح بين 9,000 و 27,000 جنيه استرليني.

## الوضع الحمائي

### التهديدات

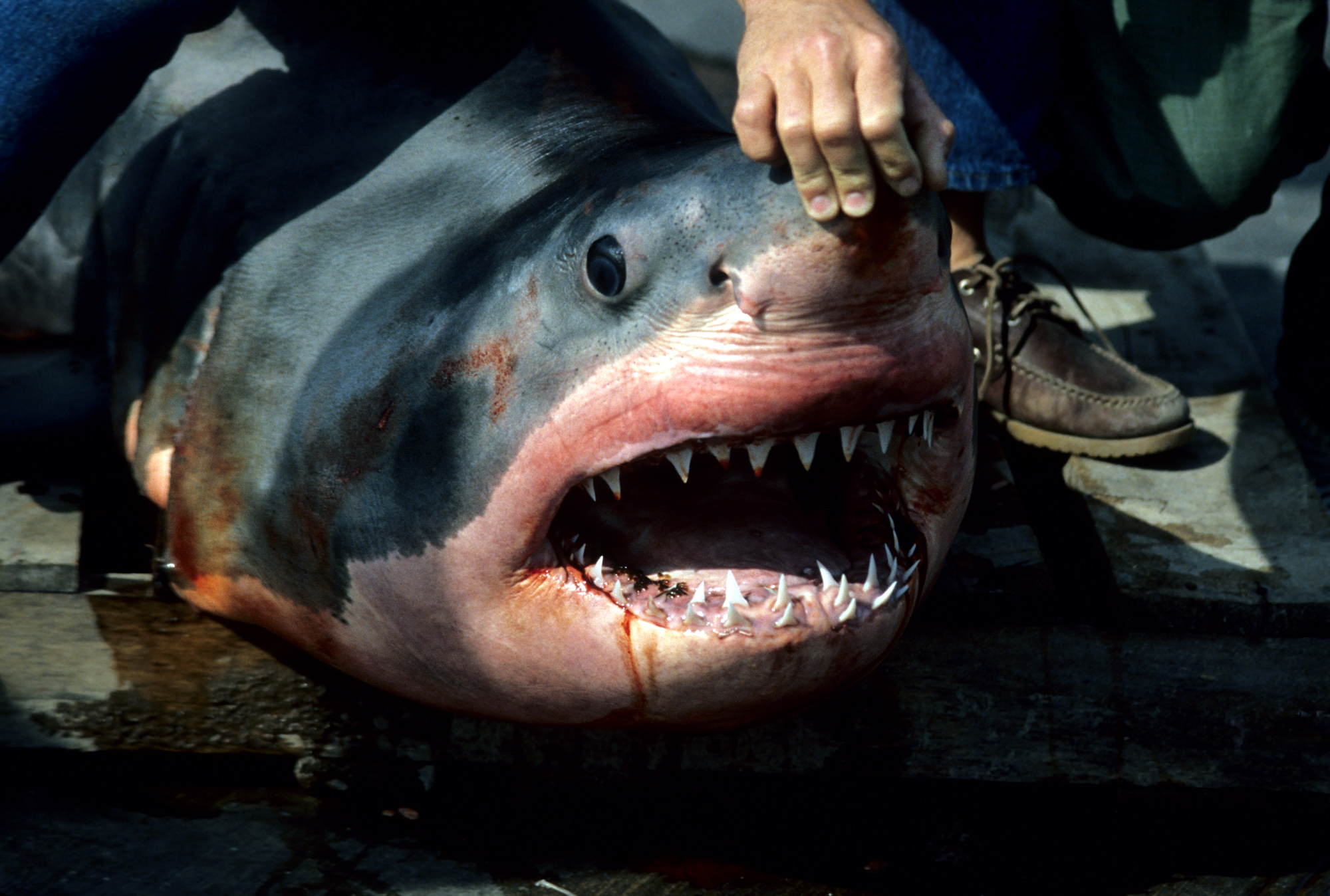
صيادون يَحملون قرشاً أبيضاً كبيراً ميتاً على قارب صغير في شمال كالفورنيا بالولايات المتحدة الأمريكية.

يُعَد البشر أكبر مُفترس على الإطلاق للقروش البيضاء الكبيرة من بين جميع مُفترساتها الطبيعية، فلطالما صيدت القروش البيضاء خلال القرون الأخيرة سعياً وراءَ أجزاء مختلفة منها، أبرزها أسنانها وفكوكها وزعانفها، إذ قد يَصل سعر الفك الواحد إلى حوالي 10,000 دولار أمريكي. وفضلاً عن الصيد من أجل المال، فإن هذه الحيوانات تُصطاد أيضاً من أجل مُمارسة الرياضة، أو فقط من أجل تنظيف الشواطئ منها فيما يُعد أحياناً حماية للسباحين من هجماتها، بل وكثيراً ما تُقتَل بالخطأ عندما تعلق بشباك صيادي الأسماك المحليِّين، ومن الصعب إحصاء عدد الوفيات الناجمة عن بقايا الأشباك هذه لأنها نادراً ما توثق، لكن الأرقام المسجلة تثبت أن 22 إلى 61 قرشاً أبيض كان يُقتل كل عام بين سنتي 1974 و1988 نتيجة لإهمال الأشباك هذا على ساحل ولاية كوازولو ناتال في جنوب أفريقيا وحده، وهذا مع أن معظم القروش التي كانت تُقتل لم تكن قد سجلت لها أي حالات هجوم على البشر سابقاً. لكن مع ذلك فإن هذه الأرقام بدأت بالانخفاض مؤخراً. والأمر مُشابه على سواحل ولاية كاليفورنيا الأمريكية، حيث كان يُقتل 10 قروش إلى 20 قرشاً أبيض كل عام خلال أواخر القرن العشرين سعياً وراء لحمها وفكوكها الثمينة، فيأخذ الصيادون الفك ويُلقون بباقي الجسد دون اهتمام. وفي سواحل أستراليا الجنوبية وصلَ الأمر إلى حد أن القروش البيضاء مرت بشبه انقراض في المنطقة جرَّاء الصيد الجائر.

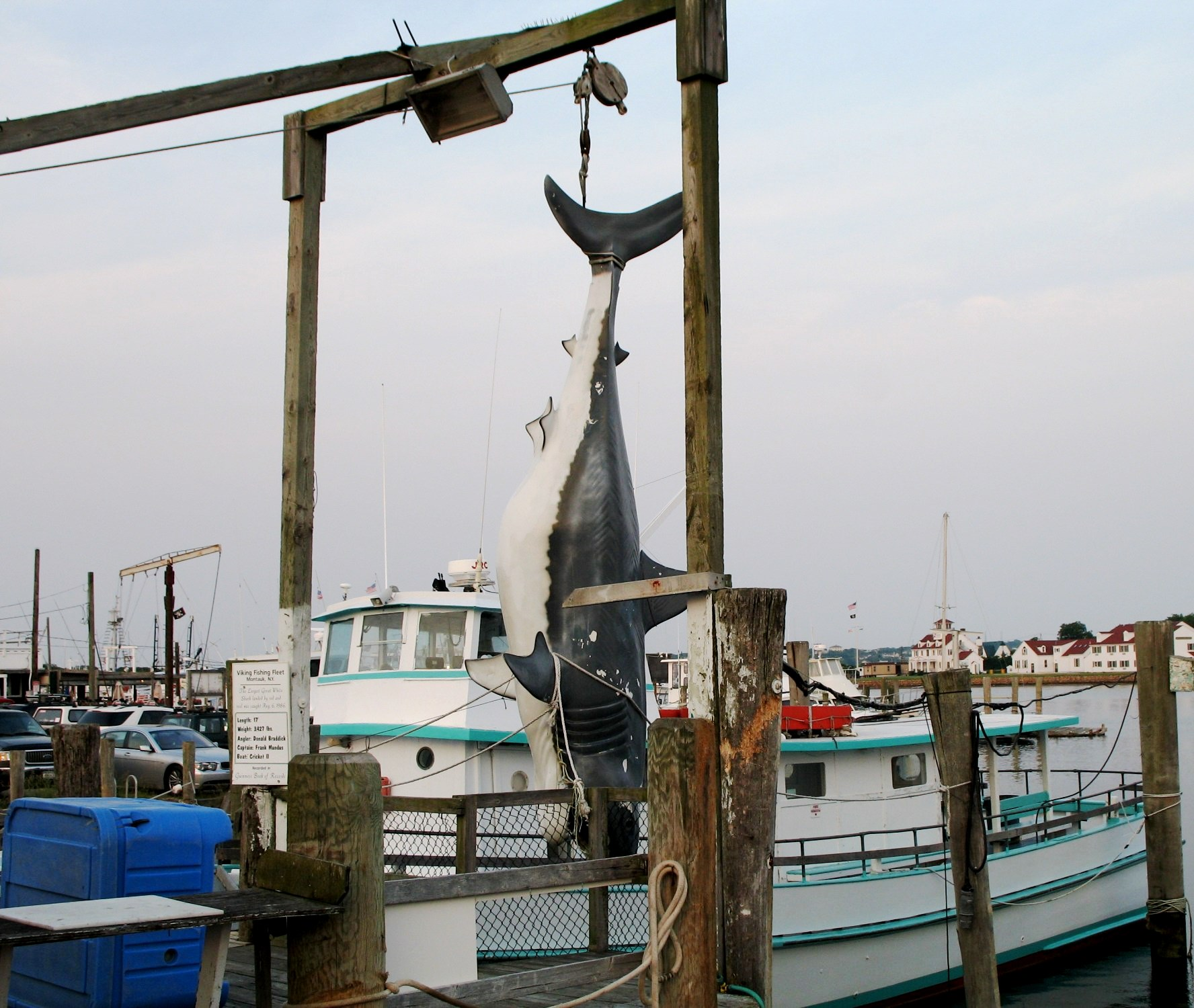
قرش اصطناعي مكوّن من الزجاج المغزول، وهو نسخة طبق الأصل عن قرش ضخم اصطيد في 6 أغسطس سنة 1986 قبالة الساحل الشرقي للولايات المتحدة.

كون القروش البيضاء الكبيرة تتغذى على الحيوانات الميتة والمريضة، فهيَ تُساهم في تنظيف مياه البحر من من الجراثيم والأمراض التي تحملها هذه الكائنات والتي تلوُّث المياه، كما أنها تتغذى على الحيوانات الكبيرة مثل الحيتان والفقمات والتونا، وهذه الحيوانات لا تملك سوى مفترسين قلائل في بيئتها الطبيعيَّة، مما يَجعل وُجود القروش البيضاء في النظام البيئيّ جوهرياً لكي تُحافظ على التوازن في أعدادها. وفي المُقابل فإن مما يُصعِّب حماية القروش البيضاء أكثر هوَ أنها حيوانات بطيئة التكاثر، فمعَ أنها سريعة النمو إلى أنها لا تُصبح قادرة على التكاثر حتى تبلغ عمر 8 إلى 9 سنوات عند الذكور و12 إلى 15 سنة عند الإناث، وأما مولودو كل فترة حملة فيتراوح عددهم من 2 إلى 12، لكن التزاوج لا يَحدث إلا مرة كل سنتين إلى ثلاث سنوات. وبالإضافة إلى هذا فإن السمعة السيئة التي تملكها القروش البيضاء الكبيرة كمفترسات للبشر تصعُّب كثيراً من مساعي حمايتها وتثقيف الأوساط الشعبية حول الأخطار التي تُواجهها. وهذه العوامل مجتمعة تجعل القروش البيضاء معرضة بسُهولة لخطر انخفاض أعدادها إلى حد كبير، وفي الوَقت ذاته تجعل عملية تعافيها صعبة جداً في حال اقتربت فعلاً من خطر الانقراض.

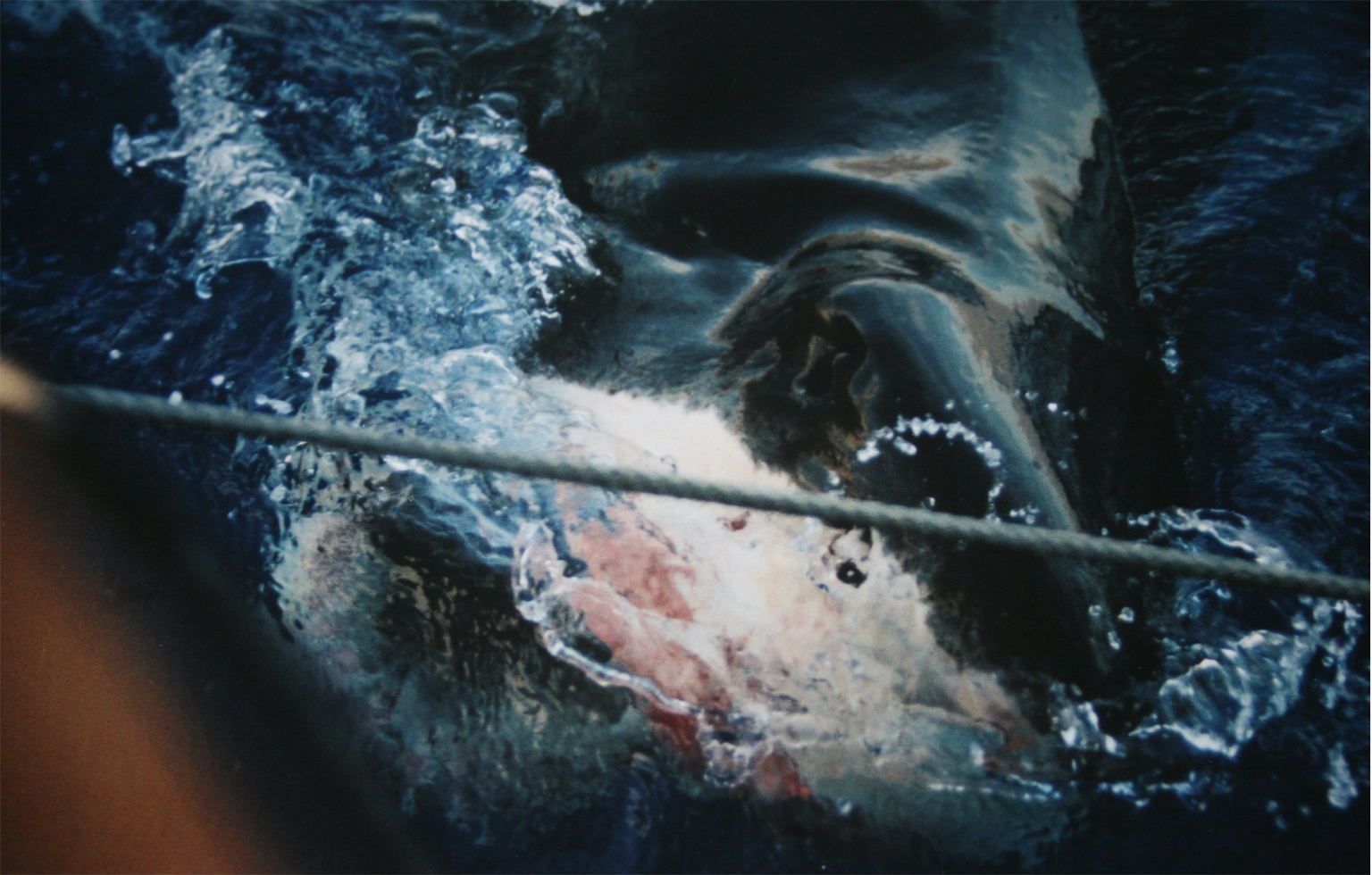
قرش أبيض بين قفص حماية تحت الماء وقارب للبحث العمليّ قرب ساحل جزيرة گوادالوپيه في المكسيك.

### جهود الحماية
يُصنف الاتحاد العالمي للحفاظ على الطبيعة ومواردها القروش البيضاء بدرجة غير محصنة من حيث حالة أعدادها وخطر الانقراض عليها، لكن معَ ذلك فلا توجد حالياً أي تقديرات لأعدادها الكلية حول العالم، وحتى التقديرات المحلية لأعدادها غير دقيقة ولا موثوقة. كانت أوَّل منطقة في العالم يَفرض فيها القانون حماية القروش البيضاء بصفتها حيوانات مهددة هي دولة جنوب أفريقيا، فقد دخلَت المنظمات المعنية بحماية البيئة والبحث العلمي في مجال القروش في جدل واسع معَ الصيادين ومُمارسي الرياضة المحليين أواخر القرن العشرين بشأن هذا الأمر، وأسفر ذلك عن فرض حظر كامل على الصيد المَتعمد للقروش البييضاء أو ترك الأشباك المضرة بها حول مناطقها أو الانتفاع منها تجارياً بأي شكل كان في عام 1991، مع إجبار من يَقومون بأيٍّ من هذه الممارسات على دفع غرامات باهظة. وسُرعان ما تبعتها كاليفورنيا في الولايات المتحدة الأمريكية في عام 1993 لتُصنف القروش البيضاء كأنواع محمية، ومنذ عام 1994 فصاعداً أصبحَ من غير القانونيّ صيد هذه الحيوانات في كافة مياه الولاية لأغراض التجارة أو الرياضة أو غيرها، ولم يَعد من المسموح لأي قارب يَحمل قرشاً أبيض اصطيد خارجَ مياه الولاية بالرسوِ في أي من موانئها، وأصبح المبرر الوَحيد المباح للإمساك بها وليس صيدها هو البحث العلميَّ والتوعية حولها، وقد خضعَ هذا القانون للمزيد من التشديدات في عام 1997. كما فرضت أستراليا هيَ الأخرى في عام 1996 قوانيناً تحمي القروش البيضاء في ساوث ويلز الجديدة وجزيرة تسمانيا. في عام 2004، حظيَ القرش الأبيض الكبير للمرة الأولى بحماية اتفاقية حظر الإتجار بالأنواع المهددة خلال مؤتمر ذلك العام بصفته نوعاً غير محصن من التهديدات التي تواجهه، وقد أُُدرج ضمن الملحق الثاني من الاتفاقية، أي مع الأنواع التي قد يُهددها الانقراض بحال لم يتم فرض قيود على التجارة بها وبأعضائها، وبتعبير آخر، ضمن قائمة الحيوانات التي يتطلّب الإتجار الدولي بها إذنًا خاصًا. حظيت القروش البيضاء الكبيرة بالحماية التامة في المياه النيوزيلندية الممتدة على بعد 370 كيلومترًا (200 ميل بحري) من الشاطئ، منذ شهر أبريل من عام 2007، كما مُنعت جميع المراكب رافعة العلم النيوزيلندي من صيدها حتى خارج هذه الحدود سالفة الذكر، تحت طائلة دفع غرامة كبيرة تصل إلى 250,000 دولار أمريكي، والسجن لستة أشهر.

## في الثقافة الإنسانية

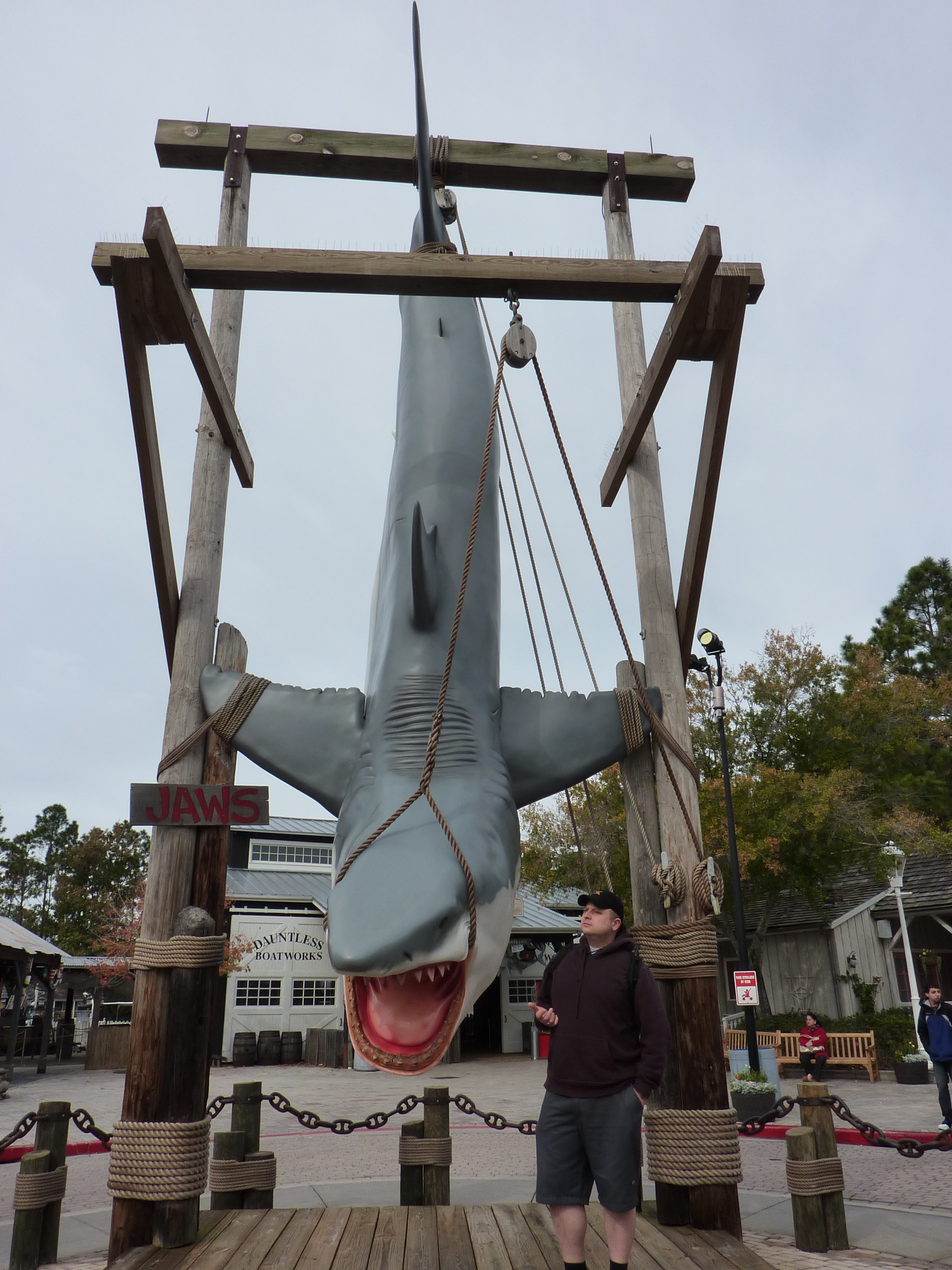
القرش الآلي الذي استخدم في تصوير سلسلة أفلام الفك المفترس، معروض في باحة إستديوهات يونيڤيرسل، بولاية فلوريدا.

ظهرت القروش البيضاء الكبيرة في عدّة أعمال أدبية وسينمائية أظهرتها بمظهر المفترسات عديمة الرحمة آكلة البشر. ولعلّ أبرز هذه الأعمال الأدبية كان رواية «الفك المفترس» (بالإنگليزية: Jaws) من عام 1974 للكاتب پيتر بینتشلي. تتناول هذه الراوية قصة قرش أبيض كبير يُرعب أهل بلدة ساحلية صغيرة، حيث يُهاجم السبّاحين والمستجمين ويقتات عليهم، وكيف ينطلق ثلاثة رجال خلفه بهدف القضاء عليه. تستند هذه القصة إلى عدّة أحداث فعليّة وقعت بين 1 و12 يوليو من سنة 1916، قبالة ساحل نيو جيرسي، لقي خلالها 4 أشخاص مصرعهم بسبب هجوم قروش بيضاء كبيرة. لقيت هذه الرواية استحسانًا كبيرًا لدى القرّاء، فبيع منها 9.5 ملايين نسخة، وكان هذا النجاح سببًا وراء إنتاج فيلم يحمل نفس العنوان.
قام المخرج الأمريكي الكبير ستيڤن سپيلبيرغ بإخراج فيلم الفك المفترس عام 1975، والذي يُعتبر أفضل وأشهر عمل ثقافي بشري أظهر القروش البيضاء الكبيرة. وقد اقتُبس الفيلم عن الرواية سالفة الذكر، وحاز على إعجاب النقّاد والجماهير، وأصبح يُعد أحد أهم وأعظم الأفلام في التاريخ، وكان أحد أهم الأسباب وراء شيوع فكرة أن القروش البيضاء الكبيرة قاتلة متعطشة للدماء تستسيغ طعم البشر.
أُُلحق هذا الفيلم بثلاثة أجزاء أخرى لم يُشارك فيها سواء سپيلبيرغ أو بینتشلي، واعتبرت أقل شأنًا من سابقها، وكان آخرها أحد أسوأ الأفلام عبر التاريخ على الإطلاق، بحسب تصنيف الكثير من الناقدين، لكنها على الرغم من ذلك، كرّست فكرة القروش البيضاء الكبيرة عند العامّة، ككائنات مفترسة للإنسان.